# 히타이트

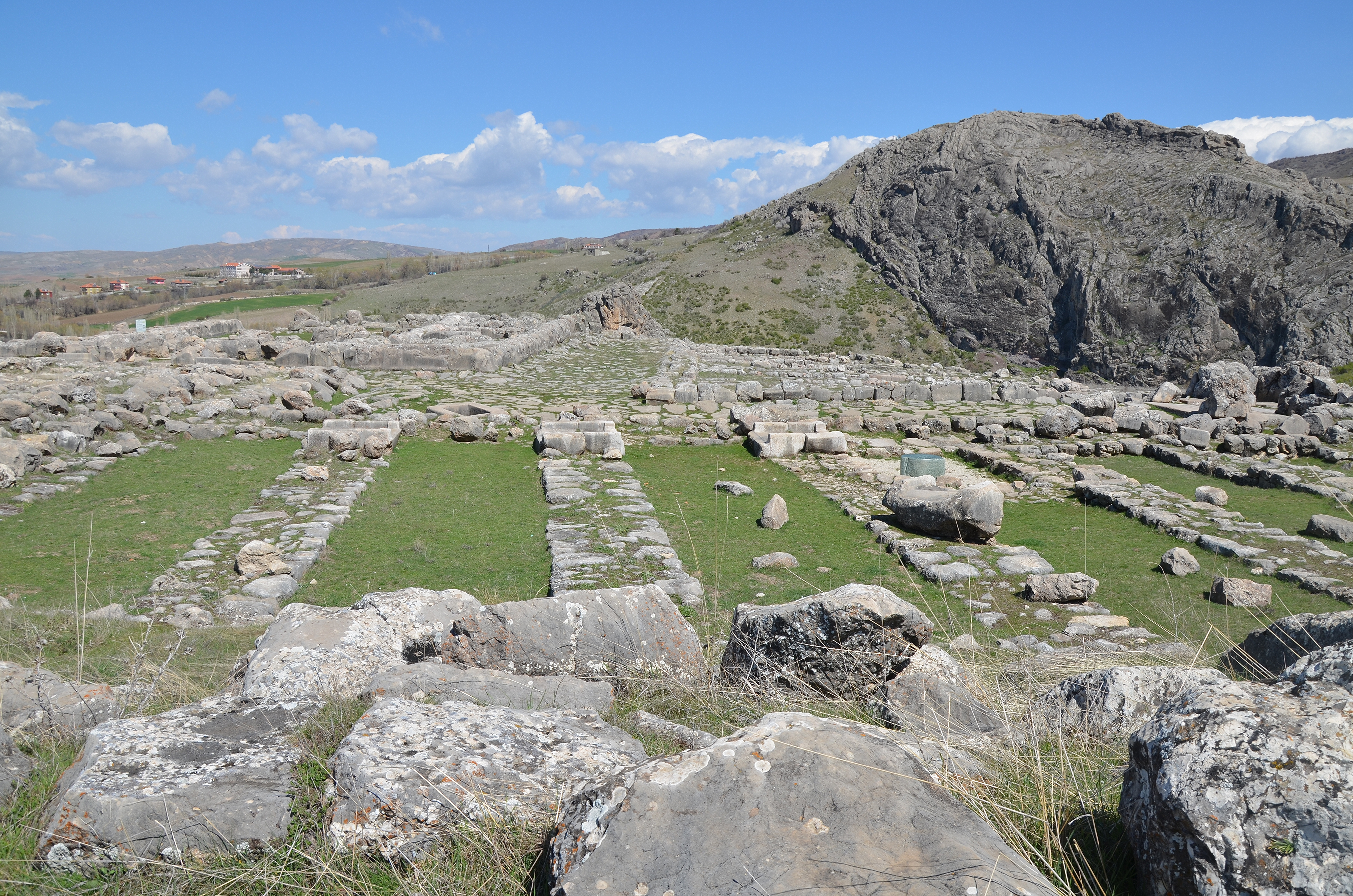
하투샤 내성의 대신전

히타이트(Hittites, /ˈhɪtaɪts/)는 아나톨리아인 원시 인도유럽인 계통의 민족으로, 청동기 시대 서아시아에서 최초의 주요 제국 중 하나인 히타이트 제국(Hittite Empire)을 형성했다. 흑해 너머에서 기원했을 가능성이 있으며, 기원전 제2천년기 초에 현재의 튀르키예에 정착했다. 히타이트인들은 북중앙 아나톨리아에 여러 정체를 형성했는데, 여기에는 쿠사라 왕국(기원전 1750년 이전), 카네시 또는 네샤 왕국( 기원전 1750년c.~1650년), 그리고 수도인 하투샤를 중심으로 한 히타이트 제국(기원전 1650년경)이 포함된다. 이 제국은 수필룰리우마 1세 치세인 기원전 14세기 중반에 전성기를 맞이하여 아나톨리아 대부분과 북부 레반트 및 알자지라 일부를 포함하며 경쟁 제국인 후르리-미탄니 및 아시리아와 국경을 접했다.
기원전 15세기에서 13세기 사이에 히타이트는 근동의 지배적인 세력 중 하나였으며, 이집트 신왕국, 신아시리아 제국, 그리고 미탄니 제국과 갈등을 빚었다. 기원전 12세기에 히타이트 제국의 대부분은 신아시리아 제국에 병합되었고, 나머지는 이 지역에 새로 유입된 프리기아인들에게 약탈당했다. 기원전 12세기 말 후기 청동기 시대의 붕괴 이후, 히타이트는 여러 작은 독립 국가로 분열되었고, 이 중 일부는 기원전 8세기까지 존속하다가 신아시리아 제국에 복속되었다. 통합적인 연속성이 부족하여 그들의 후손들은 흩어져 결국 레반트 및 메소포타미아의 현대 인구에 흡수되었다.
히타이트어는 화자들이 스스로 네실리(nešili), 즉 "네사의 언어"라고 불렀는데, 인도유럽어족의 아나톨리아어파에 속하는 독특한 언어였다. 밀접하게 관련된 루위아어와 함께 역사적으로 가장 오래된 인도유럽어이다. 히타이트 문명의 역사는 주로 그들의 옛 영토에서 발견된 쐐기 문자 문서와 아시리아, 바빌로니아, 이집트, 그리고 광범위한 중동의 다양한 기록 보관소에서 발견된 외교 및 상업 서신을 통해 알려져 있다. 이 문서들의 해독은 인도유럽어 연구 역사에 중요한 사건이었다.
학자들은 한때 철 제련의 발달을 히타이트인들에게 귀속시켰고, 히타이트인들이 청동기 시대에 철공예를 독점했다고 믿었다. 그러나 이 이론은 21세기에 점점 더 논쟁의 대상이 되고 있으며, 후기 청동기 시대 붕괴와 그에 따른 철기 시대에는 철공예 기술이 지역 전반에 걸쳐 비교적 점진적으로 확산되었다는 결론을 내는 추세이다. 청동기 시대 아나톨리아에서 일부 철기 유물이 발견되기는 하지만, 동시기의 고대 이집트, 메소포타미아 및 기타 지역에서 발견된 철기 유물의 수와 비슷하며, 이 유물들 중 무기는 소수에 불과하다. X선 형광 분광법은 청동기 시대의 철기 대부분 또는 전부가 운석에서 유래했음을 시사한다. 히타이트 군대는 또한 전차를 성공적으로 사용했다.
히타이트에 대한 현대의 관심은 1923년 튀르키예 공화국 건국과 함께 증가했다. 히타이트는 할레트 참벨과 타흐신 외즈귀츠와 같은 튀르키예 고고학자들의 관심을 끌었다. 이 시기에 새로운 분야인 히타이트학은 국영 은행인 에티방크("히타이트 은행")와 같은 튀르키예 기관의 명칭에도 영향을 미쳤으며, 히타이트 수도 하투샤에서 서쪽으로 200 킬로미터 (120 mi) 떨어진 앙카라에 아나톨리아 문명 박물관이 설립되었는데, 이곳에는 세계에서 가장 포괄적인 히타이트 예술 및 유물 전시가 소장되어 있다.

## 어원
히타이트인들은 자신들의 왕국을 하투샤(아카드어로는 하티)라고 불렀는데, 이 이름은 기원전 2천년기 초까지 중앙 아나톨리아 지역에 거주하고 통치했던 초기 민족인 하티인들로부터 유래했으며, 그들은 하티어라는 관련 없는 언어를 사용했다. 현대의 관습적인 명칭인 "히타이트"는 19세기 고고학자들이 하투샤의 사람들을 성경의 히타이트인들과 처음으로 동일시했기 때문이다. 히타이트인들은 기원전 1650년경 라바르나라는 왕이 자신을 "하투샤의 사람"을 의미하는 하투실리 1세로 개명하고 하투샤에 수도를 세울 때까지 약 200년 동안 번성했던 네샤 시의 이름을 따서 자신들을 "네시인" 또는 "네샤인"에 더 가까운 이름으로 불렀던 것으로 추정된다.

## 고고학적 발견

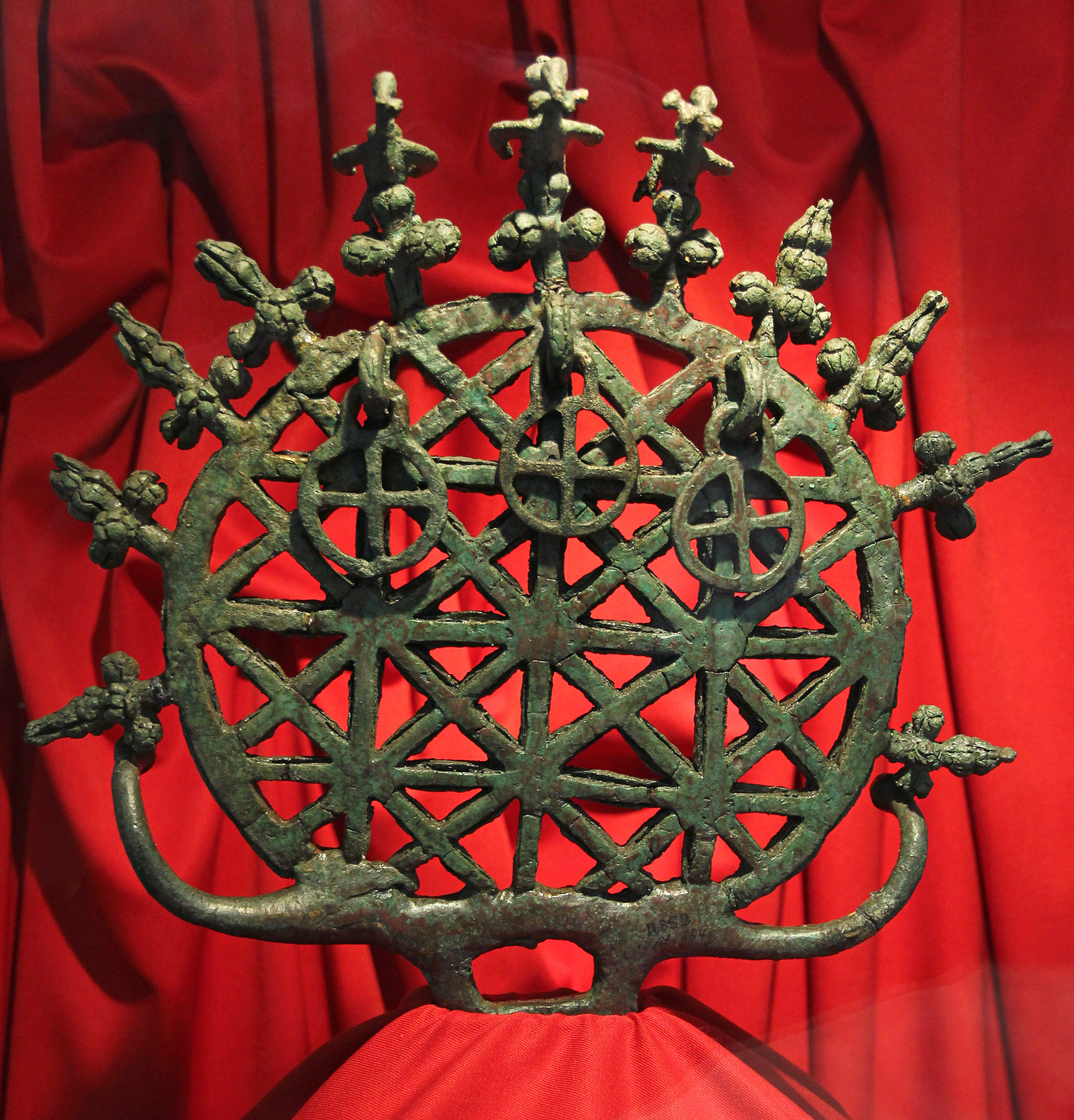
기원전 3천년기 선히타이트 시대 무덤에서 출토된 알라카회위크 청동 표준 (아나톨리아 문명 박물관, 앙카라)

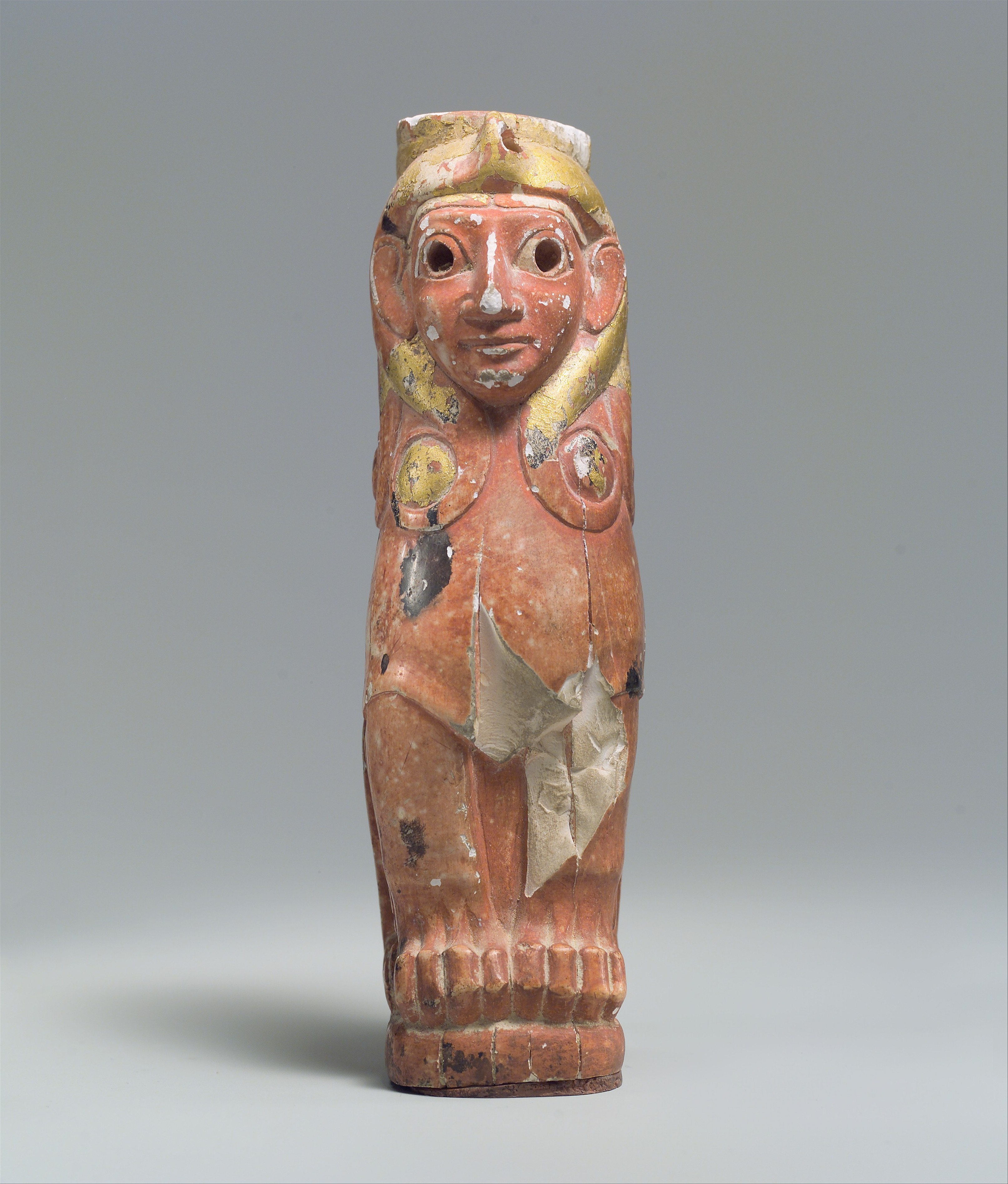
기원전 18세기 히타이트 상아 스핑크스

### 성경적 배경
히타이트 문명을 밝혀낸 고고학적 발견 이전에 히타이트에 대한 유일한 정보원은 히브리어 성경이었다. 프랜시스 윌리엄 뉴먼은 "어떤 히타이트 왕도 유다 왕의 힘에 비할 수 없었다..."고 성경에 근거해 분석했다.
19세기 후반의 발견들이 히타이트 왕국의 규모를 드러내자, 아치볼드 세이스는 히타이트 문명이 유다에 비할 것이 아니라 "분열된 이집트 왕국에 필적할 만한", 그리고 "유다보다 무한히 더 강력한" 문명이었다고 주장했다. 세이스와 다른 학자들은 또한 히브리어 성경에서 유다와 히타이트가 결코 적이 아니었음을 지적했다. 열왕기에는 그들이 이스라엘인들에게 백향목, 전차, 말을 공급했다고 기록되어 있고, 창세기에는 아브라함의 친구이자 동맹이었다고 기록되어 있다. 우리야는 다윗 왕의 군대에서 장교였으며 역대기 11장에는 그의 "용사" 중 한 명으로 기록되어 있다.

### 초기 발견
프랑스 학자 샤를 텍시에는 1834년에 최초의 히타이트 유적을 발견했지만, 그것을 히타이트 유적으로 식별하지 못했다.
히타이트에 대한 최초의 고고학적 증거는 카네시의 카룸(현재 퀼테페라고 불림)에서 발견된 점토판에서 나타났다. 이 점토판에는 아시리아 상인들과 특정 "하티 땅" 간의 무역 기록이 담겨 있었다. 점토판에 있는 일부 이름들은 하티어나 아시리아어가 아니었으며, 분명히 인도유럽어족이었다.
1884년 윌리엄 라이트가 발견한 보아즈칼레의 기념비에 새겨진 "하투샤 사람들의" 문자는 북부 시리아의 알레포와 하마에서 발견된 특이한 표어문자와 일치했다. 1887년, 이집트 아마르나에서 진행된 발굴에서 파라오 아멘호테프 3세와 그의 아들 아크나톤의 외교 서신이 발견되었다. 이 서신 중 "케타 왕국"에서 온 두 통의 편지(메소포타미아에서 언급된 "하티 땅"과 대략 같은 지역에 위치했던 것으로 보임)는 표준 아카드 쐐기 문자로 쓰여 있었지만, 알 수 없는 언어였다. 학자들은 그 소리를 해석할 수 있었지만, 아무도 그 내용을 이해할 수 없었다. 이 직후, 세이스는 아나톨리아의 하티 또는 카티가 이 이집트 문서에 언급된 "케타 왕국"과 성경의 히타이트인과 동일하다고 제안했다. 막스 뮐러와 같은 다른 학자들은 카티가 아마도 케타일 것이라는 데 동의했지만, 성경의 히타이트인보다는 성경의 키팀과 연결할 것을 제안했다. 세이스의 동일시 주장은 20세기 초에 널리 받아들여졌고, "히타이트"라는 이름은 보아즈쾨이에서 발견된 문명에 붙게 되었다.

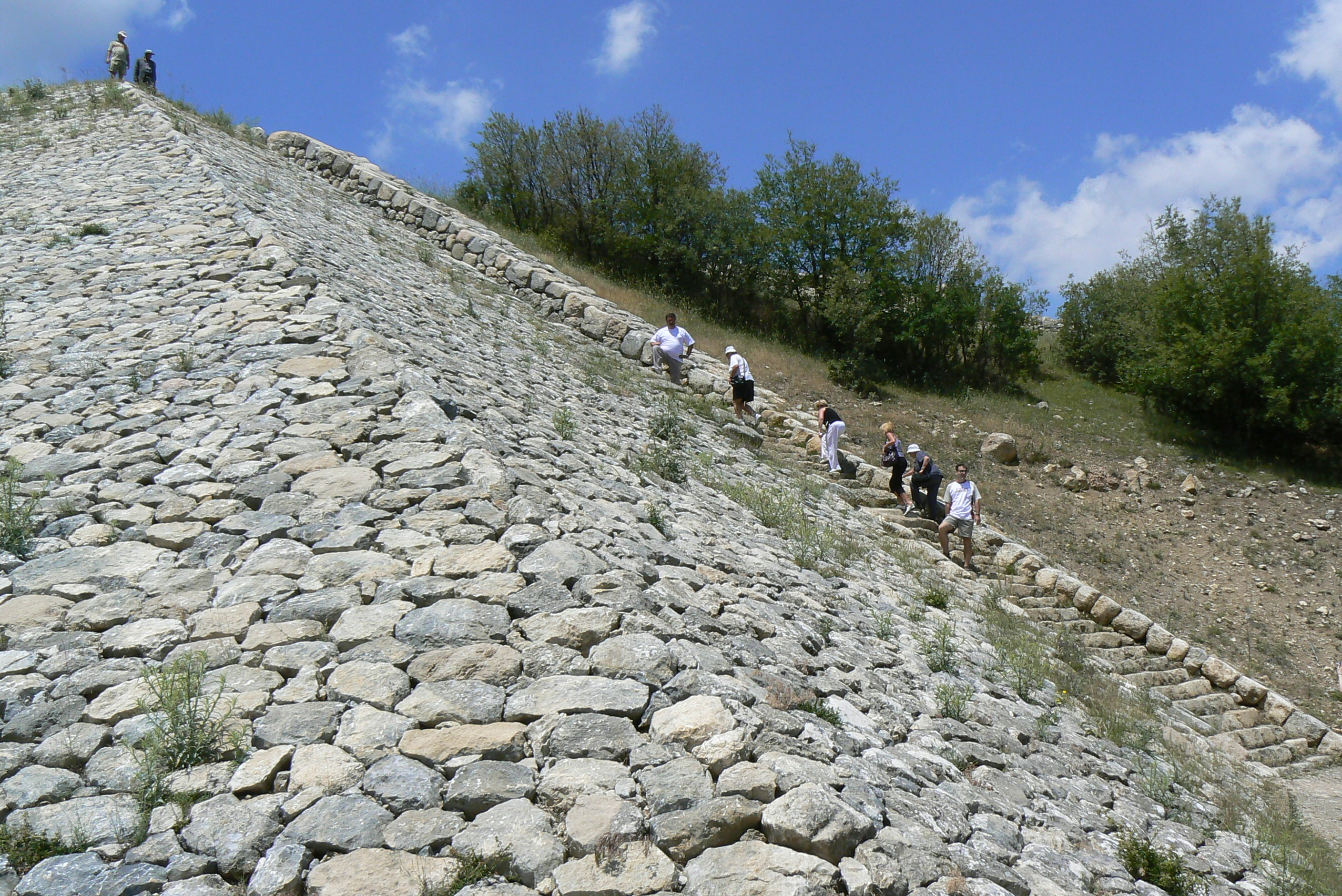
하투샤 경사로

1906년에 시작된 보아즈쾨이(하투샤)의 간헐적인 발굴 중, 고고학자 휴고 윙클러는 10,000개의 점토판이 있는 왕실 기록 보관소를 발견했다. 이 점토판들은 쐐기 문자 아카드어와 이집트의 케타에서 온 편지들과 동일한 미지의 언어로 새겨져 있었고, 이로써 두 이름의 정체성을 확인시켜 주었다. 그는 또한 보아즈쾨이의 유적이 한때 북부 시리아를 통제했던 제국의 수도의 잔해임을 증명했다.

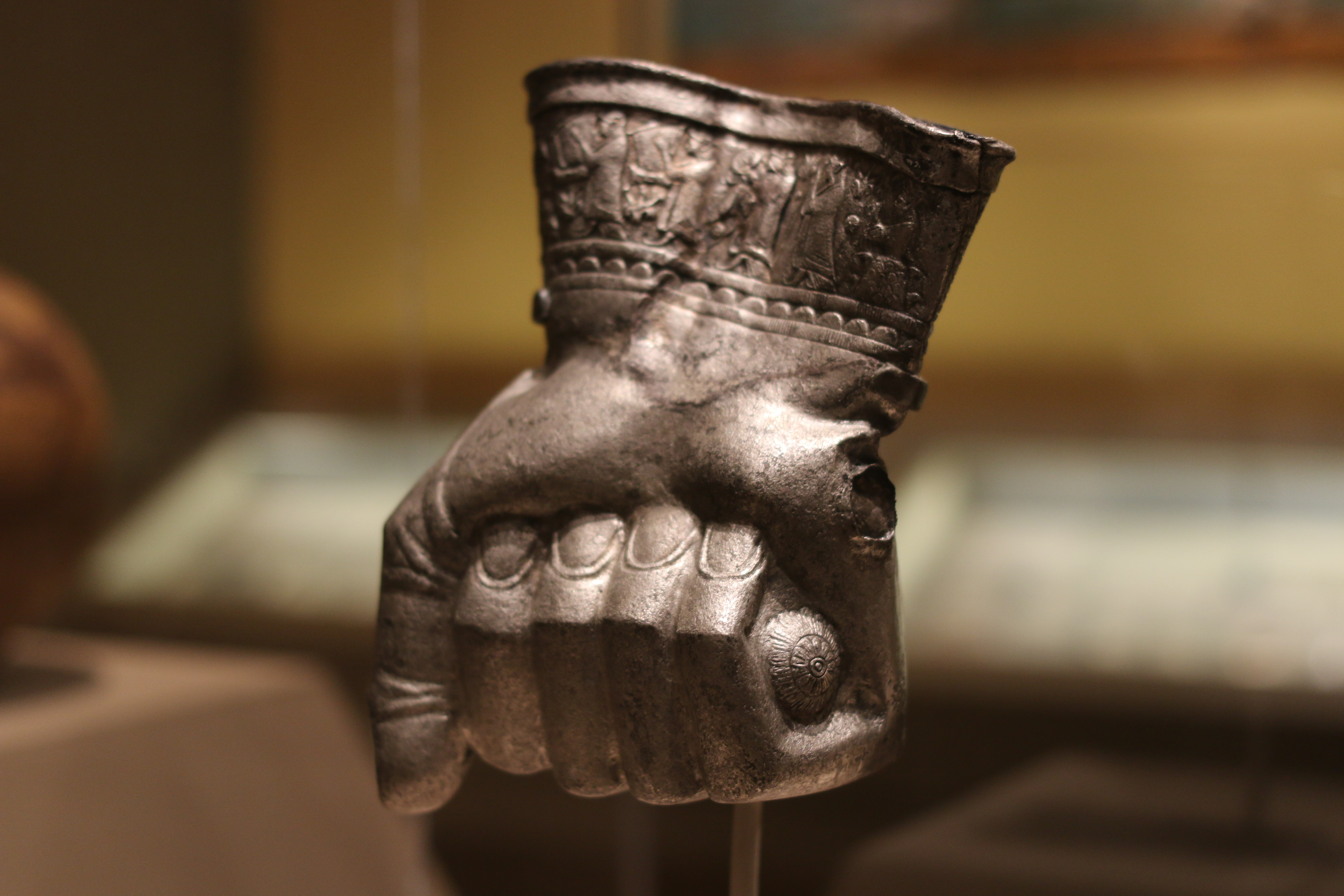
주먹 모양의 술잔; 기원전 1400–1380년, 보스턴 미술관

독일 고고학 연구소의 지휘 아래, 1907년부터 하투샤 발굴이 진행되었으며, 세계 대전 중에는 중단되었다. 퀼테페는 타흐신 외즈귀츠 교수가 1948년부터 2005년 사망할 때까지 성공적으로 발굴했다. 또한 하투샤 주변에서도 소규모 발굴이 진행되었는데, 여기에는 히타이트 통치자와 히타이트 판테온의 신들을 묘사한 수많은 암각 부조가 있는 야질리카야 암석 성소가 포함된다.

### 문자
히타이트는 히타이트 쐐기 문자라고 불리는 쐐기 문자의 변형을 사용했다. 하투샤로 향한 고고학 탐사에서 쐐기 문자판으로 된 왕실 기록물 전체가 발견되었는데, 이는 당시의 외교어인 아카드어 또는 히타이트 연맹의 다양한 방언으로 쓰여졌다.

### 박물관
튀르키예 앙카라에 있는 아나톨리아 문명 박물관은 히타이트와 아나톨리아 유물을 가장 풍부하게 소장하고 있다.

## 지리

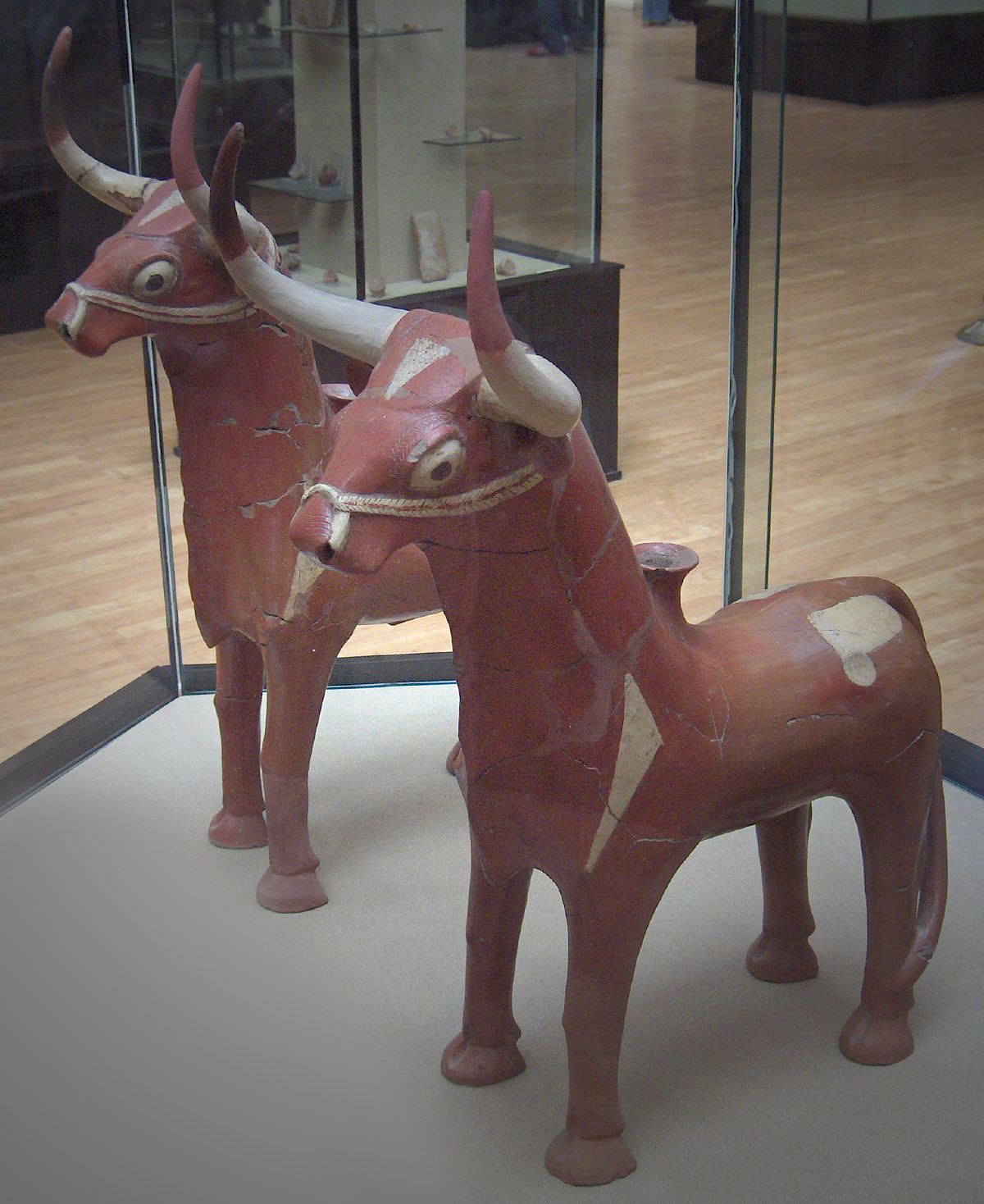
하투샤에서 발견된 의례용 신성한 황소상. 후르리(낮)와 세리(밤)라고 불렸던 히타이트 구왕국(기원전 16세기) 시대의 유물. 아나톨리아 문명 박물관, 앙카라

히타이트 왕국은 "하티 땅"으로 알려진 하투샤와 네샤(퀼테페) 주변 땅에 중심을 두었다. 하투샤가 수도가 된 후, 키질이르마크강(히타이트어: 마라산티야, 그리스어: 할리스) 굽이로 둘러싸인 지역은 제국의 핵심으로 간주되었고, 일부 히타이트 법률은 "강 이쪽"과 "강 저쪽"을 구별했다. 예를 들어, 강 건너로 도망친 노예에 대한 현상금은 가까운 쪽에서 잡힌 노예보다 높았다.
핵심 영토의 서쪽과 남쪽에는 가장 초기 히타이트 문서에서 루위아인들의 루위야로 알려진 지역이 있었다. 이 용어는 이들 왕국이 부상하면서 아르자와와 키주와트나라는 이름으로 대체되었다. 그럼에도 불구하고 히타이트인들은 이 지역에서 기원한 언어를 계속해서 루위아어라고 불렀다. 키주와트나의 부상 이전에, 킬리키아에 있는 그 영토의 중심지는 히타이트인들에게 처음에는 아다나로 불렸다. 암무나의 통치 기간 동안 히타이트로부터 반란을 일으키면서, 이 지역은 키주와트나라는 이름을 취하고 북쪽으로 확장하여 안티타우루스 산맥 하류까지 포함하게 되었다. 북쪽에는 카스카족이라고 불리는 산악 민족이 살았다. 히타이트의 남동쪽에는 미탄니의 후르리 제국이 있었다.
무르실리 2세의 통치 기간 동안 정점에 달했던 히타이트 제국은 서쪽의 아르자와에서 동쪽의 미탄니까지 뻗어 있었고, 북쪽의 하야사-아지까지 많은 카스카 영토와 남쪽의 레바논 남부 국경 근처의 가나안까지 포함했다.

## 역사

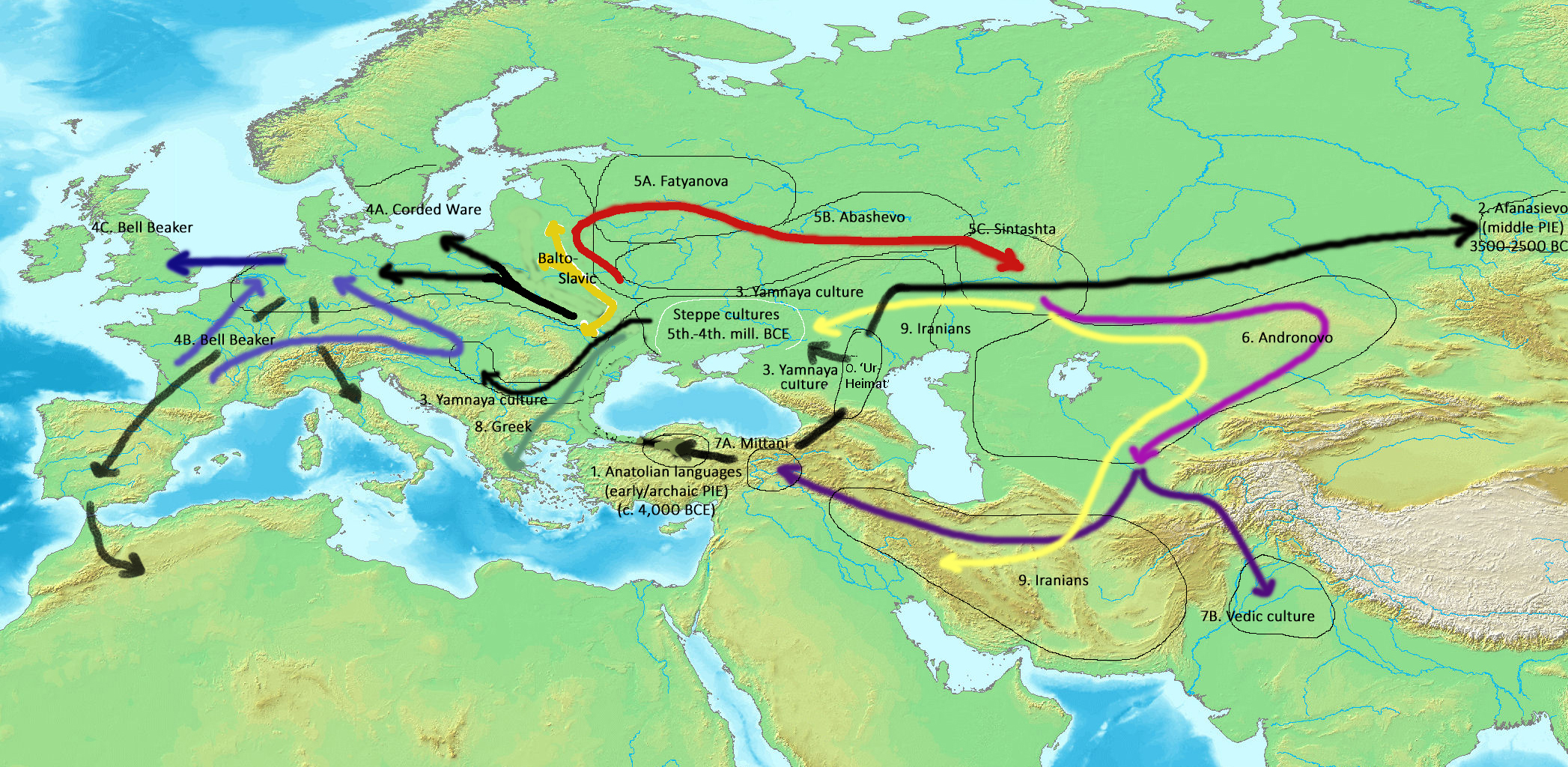
널리 받아들여지는 쿠르간 가설에 따른 기원전 4000년경부터 1000년까지의 인도유럽어 확산 경로.
– 중앙: 스텝 문화
1 (검정색): 아나톨리아어파 (고대 인도유럽조어)
2 (검정색): 아파나시에보 문화 (초기 인도유럽조어)
3 (검정색) 얌나야 문화 확장 (폰토스-카스피아 스텝, 다뉴브 계곡) (후기 인도유럽조어)
4A (검정색): 서부 매듭무늬토기 문화
4B-C (파랑색 및 진한 파랑색): 종형 비커 문화; 인도유럽어 화자에 의해 채택됨
5A-B (빨강색): 동부 매듭무늬토기 문화
5C (빨강색): 신타시타 문화 (인도이란조어)
6 (마젠타색): 안드로노보 문화
7A (보라색): 인도아리아인 (미탄니)
7B (보라색): 인도아리아인 (인도)
[NN] (진한 노랑색): 발트슬라브조어
8 (회색): 그리스어
9 (노랑색): 이란어파
– [그려지지 않음]: 아르메니아어, 서부 스텝에서 확장

### 기원
히타이트 조상들은 기원전 4400년에서 4100년 사이에 아나톨리아로 유입되었는데, 이때 아나톨리아어족이 인도유럽조어에서 분리되었다. 최근의 유전 및 고고학 연구는 원시 아나톨리아어 화자들이 기원전 5000년에서 3000년 사이에 이 지역에 도착했음을 시사한다. 원시 히타이트어는 기원전 2100년경에 발달했으며, 히타이트어 자체는 중앙 아나톨리아 지역에서 기원전 20세기에서 12세기 사이에 사용된 것으로 추정된다.
히타이트는 기원전 1750년경 이전에 쿠사라 왕국과 처음 연관된다.
청동기 시대 아나톨리아의 히타이트인들은 하티인과 후르리인과 공존했으며, 이는 정복을 통해서든 점진적인 동화를 통해서든 이루어졌다. 고고학적으로는 히타이트인과 발칸 반도의 에제로 문화 및 캅카스의 마이코프 문화와의 관계가 이주 틀 내에서 이전에 고려되었다.
데이비드 W. 앤서니의 2007년 분석에 따르면, 고대 인도유럽어 화자였던 스텝 유목민들이 기원전 4200년에서 4000년경에 도나우 강 하류 계곡으로 퍼져나가 고유럽의 붕괴를 야기했거나 그 붕괴를 이용했다고 결론지었다. 그는 그들의 언어가 "아나톨리아어에서 나중에 부분적으로 보존된 종류의 고대 인도유럽조어 방언을 포함했을 가능성이 높다"고 생각했으며, 그들의 후손들은 알려지지 않은 시기에 아나톨리아로 이주했는데, 빠르면 기원전 3000년경이었을 수도 있다고 보았다.
J. P. 맬로리 또한 아나톨리아인들이 기원전 3천년기에 발칸 반도 또는 캅카스를 통해 북쪽에서 근동에 도달했을 가능성이 높다고 생각했다. 파르폴라에 따르면, 유럽에서 아나톨리아로 인도유럽어 화자가 나타나고 히타이트어가 나타난 것은 기원전 2800년경 얌나야 문화의 원시 인도유럽어 화자들이 다뉴브 계곡으로 이주한 것과 관련이 있으며, 이는 아나톨리아 인도유럽어가 기원전 3천년기 어느 시점에 아나톨리아에 유입되었다는 "관습적인" 가정과 일치한다.
그러나 페트라 고데게부레는 히타이트어가 동쪽 국경의 문화로부터 농업 관련 단어를 많이 차용했음을 보여주었는데, 이는 캅카스를 가로지르는 경로를 택했음을 증명한다.
데이비드 라이히 연구실의 한 팀은 히타이트의 경로가 발칸 반도가 아닌 캅카스를 통과했음에 틀림없다고 증명했다. 이는 발칸 반도로 확장된 얌나야 문화가 고대 아나톨리아 DNA 샘플에서는 발견되지 않는 동부 수렵 채집민 혈통의 요소를 포함하고 있기 때문이다. 이는 또한 히타이트와 그 사촌 집단이 동부 수렵 채집민과 혼혈된 얌나야 문화가 형성되기 전에 원시 인도유럽인으로부터 분리되었음을 나타낸다.
중앙 아나톨리아의 지배적인 원주민은 비인도유럽어족 언어를 사용하던 후르리인과 하티인이었다. 일부는 하티어가 북서캅카스어족이라고 주장했지만, 그 소속은 불확실하며, 후르리어는 거의 고립어였다 (즉, 후르리우라르투어족에 속하는 두세 언어 중 하나였다). 고아시리아 제국(기원전 2025–1750년) 시대에는 이 지역에 아시리아 식민지도 있었다. 히타이트인들은 알자지라 (지명)의 아시리아어 화자들로부터 쐐기 문자를 받아들였다. 히타이트인들이 기원전 18세기 중반 고아시리아 제국이 붕괴된 후 정착하는 데는 시간이 걸렸는데, 이는 여기에 포함된 일부 문서에서 분명히 드러난다. 수세기 동안 여러 도시를 중심으로 하는 별개의 히타이트 집단들이 존재했다. 그러나 하투샤(현대 보아즈칼레)에 중심을 둔 강력한 통치자들이 이들을 통합하고 중앙 아나톨리아의 많은 부분을 정복하여 히타이트 왕국을 수립하는 데 성공했다.

### 초기 시대

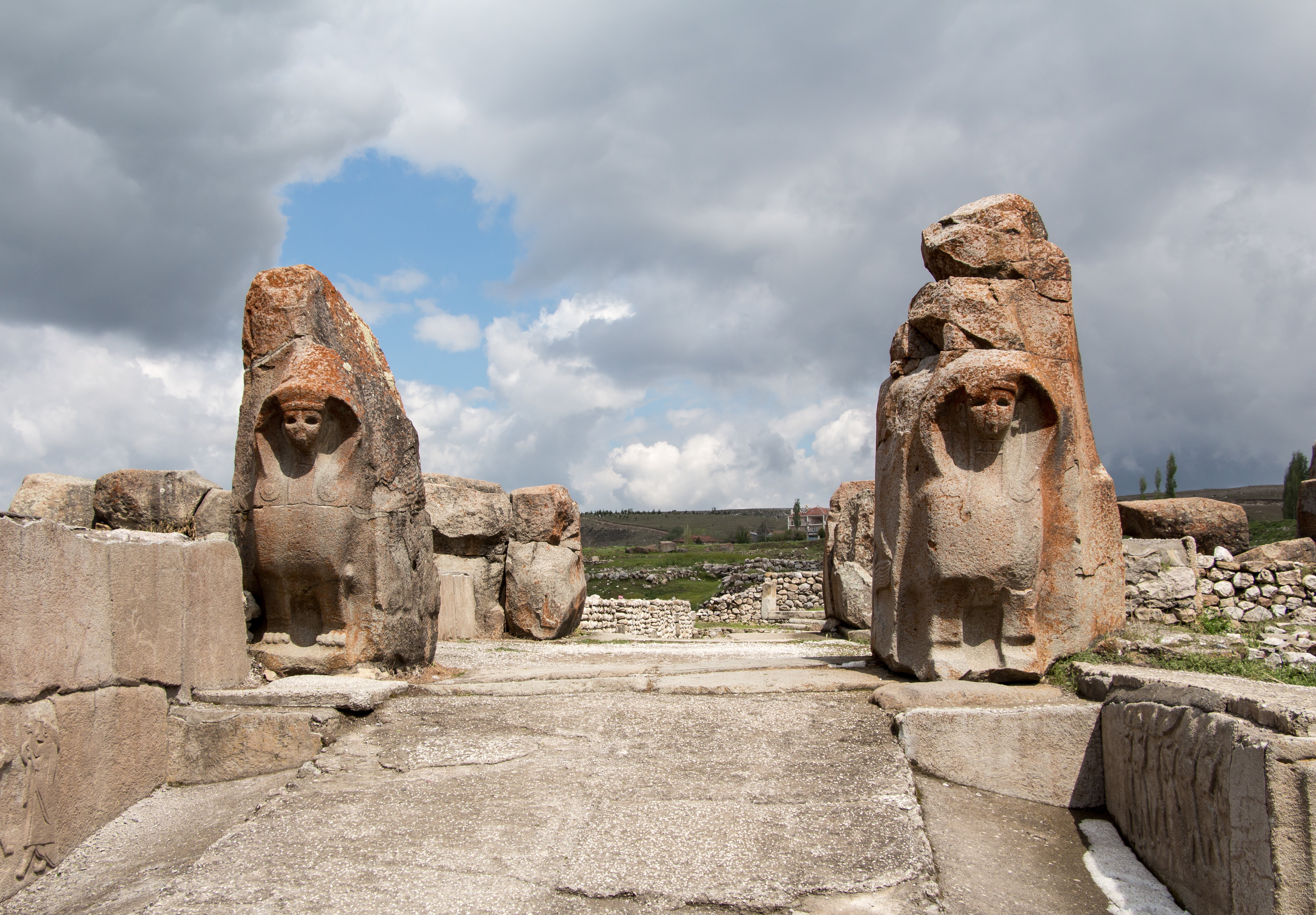
스핑크스 문 (알라카회위크, 초룸, 튀르키예)

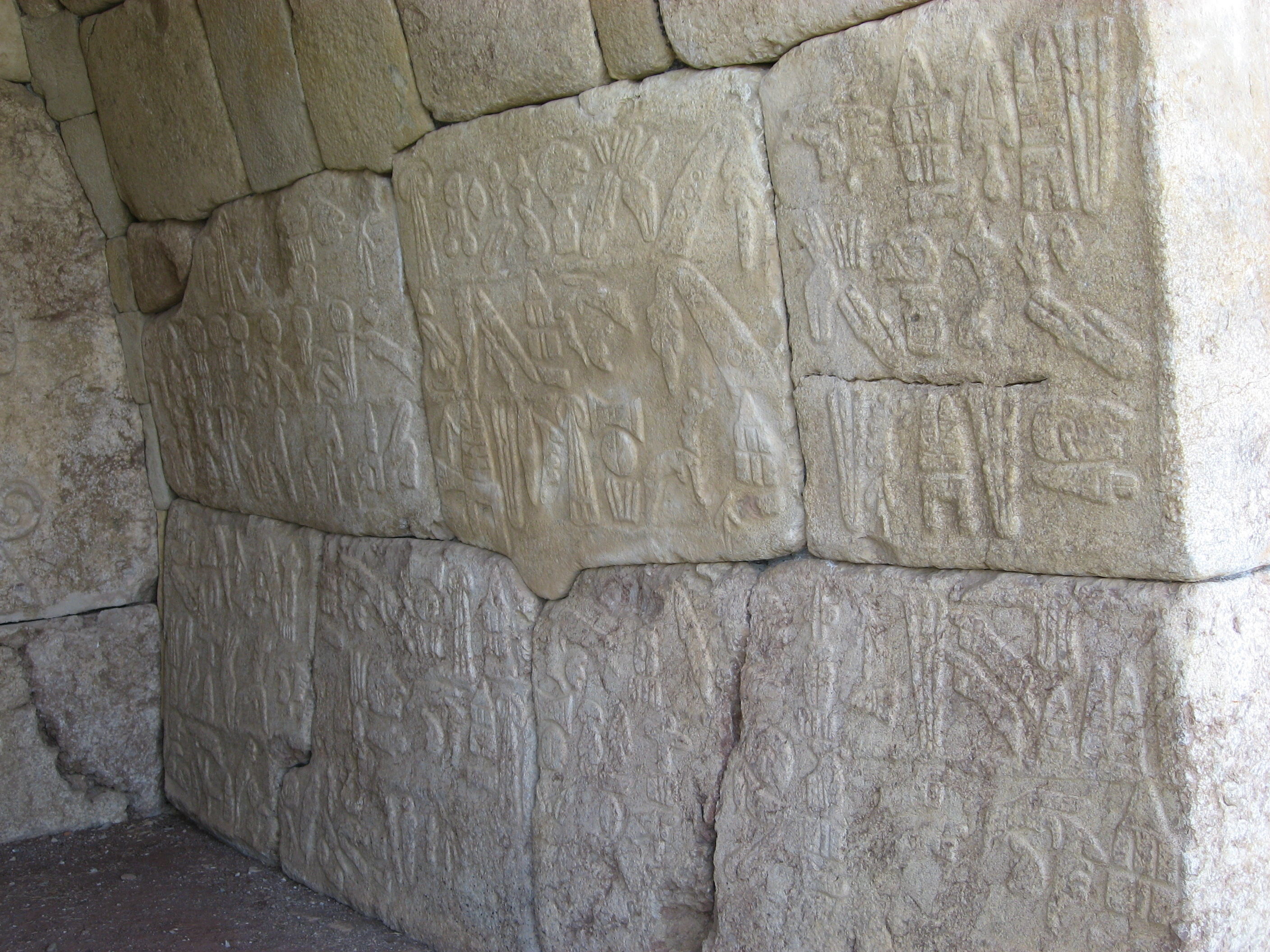
수필룰리우마 2세가 건설하고 장식한 하투샤 2번 방의 부조와 상형문자

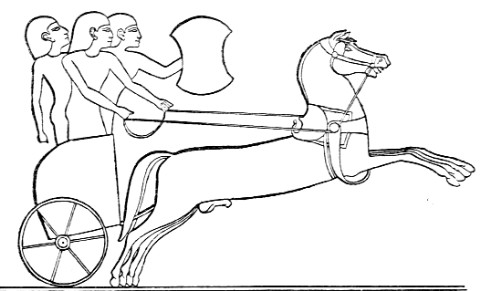
이집트 부조에 나타난 히타이트 전차

히타이트 국가는 중기 청동기 시대(기원전 1900년경~1650년경)에 키질이르마크강 유역의 북중부 아나톨리아에 있는 여러 작은 정치체들로부터 형성되었다. 하투샤에서 만들어지지 않았지만 아마도 쿠사라, 네사, 또는 아나톨리아의 다른 유적지에서 기원전 18세기경에 쓰여진 것으로 추정되는 네 개의 "쿠션 모양" 점토판(KBo 3.22, KBo 17.21+, KBo 22.1, KBo 22.2로 분류)을 통해 히타이트 왕국의 초기 역사가 알려졌다. 이들은 고히타이트어로 쓰여졌고 그 중 세 개는 소위 "고문자"(OS)를 사용했다. 그러나 나머지 대부분의 점토판은 기원전 14세기와 13세기에 만들어진 아카드어 사본으로만 남아있다. 이들 문서들은 중왕국 시대까지 왕실 내 두 가문 간의 경쟁을 보여준다. 북부 가문은 처음에는 잘푸와에, 다음으로는 하투샤에 기반을 두었고, 남부 가문은 쿠사라(아직 발견되지 않음)와 옛 아시리아 식민지인 카네시에 기반을 두었다. 이들은 이름으로 구별할 수 있는데, 북부인들은 고립어인 하티어 이름을 유지했고, 남부인들은 인도유럽어인 히타이트어와 루위아어 이름을 채택했다.
잘푸와는 기원전 1833년 우나 치하에서 카네시를 처음 공격했다. 그리고 카룸 시대에 구아시리아 제국의 상인 식민지가 이 지역에서 번성했으며, 피타나의 정복 이전에 다음의 현지 왕들이 카네시를 통치했다: 후르밀리(기원전 1790년 이전), 파하누(기원전 1790년 짧은 기간), 이나르( 기원전 1790년c.–1775년), 그리고 와르샤마( 기원전 1775년c.–1750년).
총칭하여 아니타 문서라고 불리는 한 세트의 점토판은 쿠사라의 왕 피타나가 이웃한 네샤(카네시)를 정복하는 이야기로 시작한다. 이 정복은 기원전 1750년경에 일어났다. 그러나 이 점토판의 실제 주제는 피타나의 아들 아니타(r. 기원전 1745년 – 1720년 BC)이며, 그는 아버지의 뒤를 이어 북부 도시들을 정복했다. 그 중에는 그가 저주했던 하투샤와 잘푸와도 포함되어 있었다. 이는 하투샤를 수도로 정한 왕실의 북부 가문에 대항하는 남부 가문의 선전이었을 가능성이 높다. 또 다른 문서인 잘푸와의 이야기는 잘푸와를 지지하며, 후대의 하투실리 1세가 카네시를 약탈했다는 혐의를 벗겨준다.
아니타의 뒤를 주주(r. 기원전 1720년 – 1710년 BC)가 이었다. 그러나 기원전 1710년에서 1705년 사이에 카네시가 파괴되면서 오랫동안 확립된 아시리아 상인 무역 체제도 함께 무너졌다. 쿠사라의 귀족 가문은 살아남아 잘푸와/하투샤 가문과 경쟁했지만, 이들이 아니타의 직계 혈통인지는 불확실하다.
한편, 잘파의 영주들은 살아남았다. 잘파의 후지야의 후손인 후지야 1세("나이든" 후지야)가 하티를 장악했다. 그의 사위인 라바르나 1세는 후르마 출신 남부 사람이었으나 왕위를 찬탈했고, 후지야의 손자 하투실리를 자신의 아들이자 후계자로 삼았다. 후르마 땅의 위치는 쿠사라 남쪽의 산악 지대인 것으로 추정된다.

### 고왕국

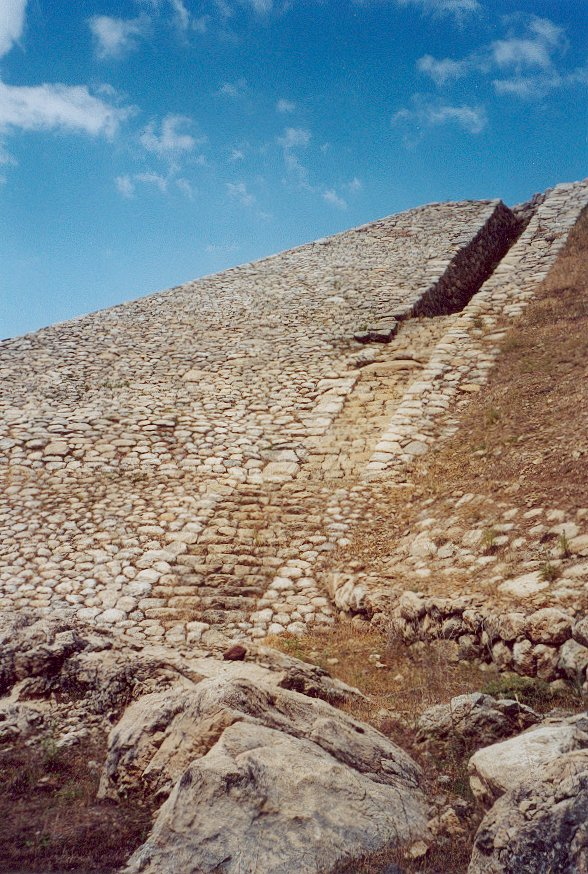
하투샤 성벽

히타이트 왕국의 건국은 라바르나 1세 또는 하투실리 1세(후자는 라바르나를 본명으로 가졌을 수도 있다)에게 귀속되며, 이들은 하투샤 남쪽과 북쪽 지역을 정복했다. 하투실리 1세는 시리아의 셈족 아모리인 왕국인 얌하드까지 진군하여 그 수도인 알레포를 공격했지만 함락시키지는 못했다. 하투실리 1세는 결국 하투샤를 점령했고 히타이트 제국의 건국자로 인정받았다. 
하투실리가 왕이었고, 그의 아들, 형제, 인척, 가족 구성원, 그리고 병사들은 모두 단결했다. 그가 원정을 나선 곳마다 그는 적의 땅을 무력으로 통제했다. 그는 땅들을 차례로 파괴하고, 그들의 권력을 빼앗아 바다의 경계로 삼았다. 그러나 그가 원정에서 돌아왔을 때, 그의 아들들은 각자 다른 나라로 갔고, 그의 손에서 위대한 도시들은 번성했다. 하지만 나중에 왕자들의 종들이 타락하자, 그들은 재산을 탐하기 시작했고, 끊임없이 주인들을 음모했으며, 그들의 피를 흘리기 시작했다. 
기원전 16세기로 거슬러 올라가는 텔레피누 칙령의 이 발췌문은 그의 통치 아래 히타이트인들의 통일, 성장, 번영을 보여준다. 또한 "왕자들", 즉 그의 아들들로 추정되는 이들의 타락도 보여준다. 자료의 부족으로 인해 타락이 어떻게 해결되었는지는 불확실하다. 하투실리 1세는 임종 자리에서 그의 손자인 무르실리 1세를 후계자로 지명했다.

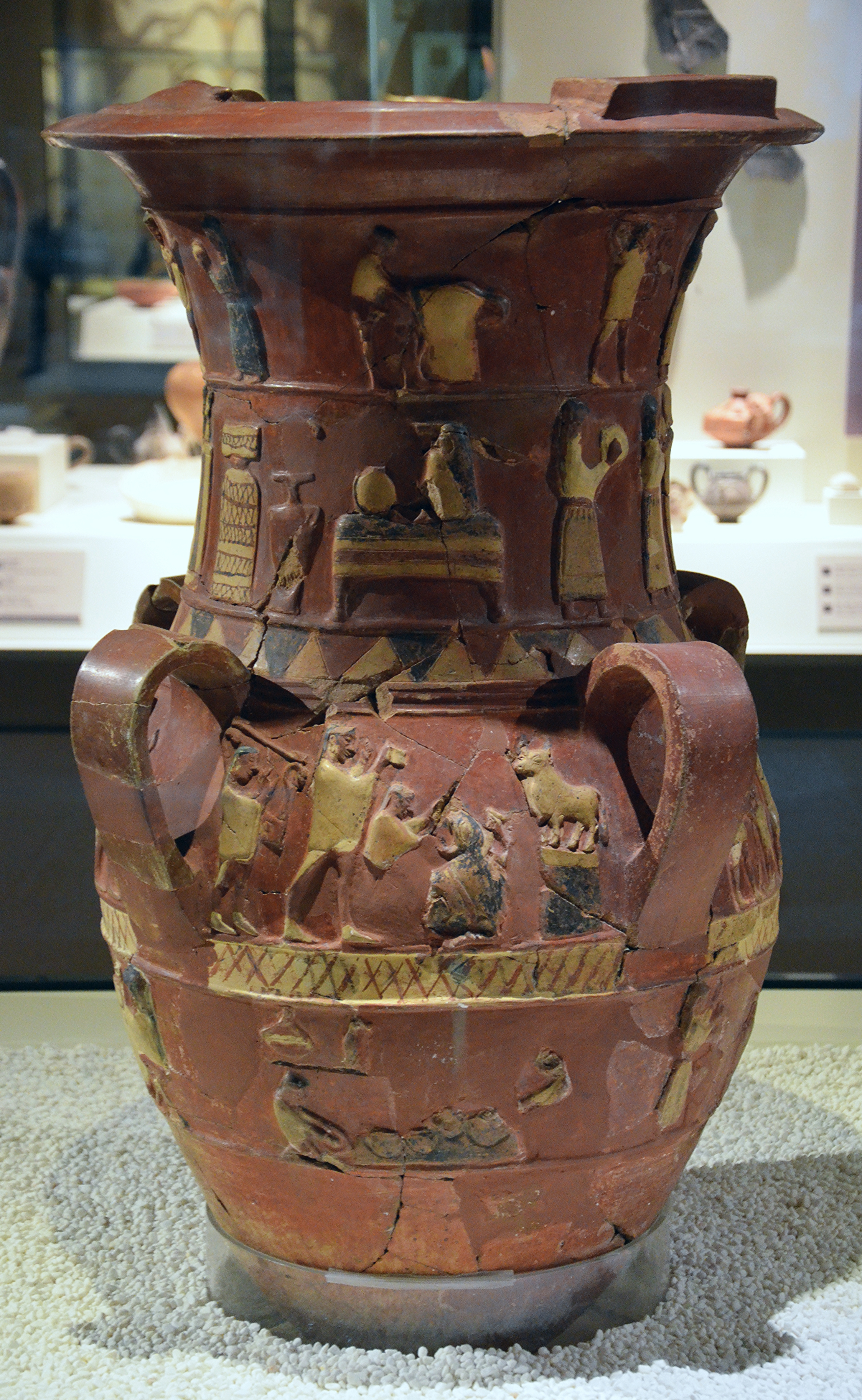
후세인데데 화병으로도 알려진 이난딕 화병. 네 개의 손잡이가 있는 대형 히타이트 테라코타 화병으로, 성스러운 결혼식을 묘사한 부조 장면이 새겨져 있다. 기원전 17세기 중반, 이난딕테페, 아나톨리아 문명 박물관, 앙카라

무르실리는 하투실리 1세의 정복을 이어갔다. 기원전 1595년(중기 연대기) 또는 기원전 1587년(저중기 연대기)에 무르실리 1세는 유프라테스강을 따라 대대적인 원정을 감행하여 아시리아를 우회하고 마리와 바빌론을 약탈하여 고바빌로니아 제국의 아모리인 통치자들을 축출했다. 무르실리는 바빌로니아를 히타이트 영토에 편입하기보다는 카시트인 동맹국들에게 바빌로니아 통치권을 넘긴 것으로 보이는데, 이들은 다음 4세기 동안 그곳을 통치하게 된다. 국내 반란에 대한 두려움 때문에 그는 바빌론에 오래 머물지 않았다. 이 긴 원정은 하티의 자원을 소진시켰고, 수도를 거의 무정부 상태로 만들었다. 무르실리는 하투샤로 돌아오는 길에 또는 돌아온 직후 그의 매부 한틸리 1세에게 암살당했고, 히타이트 왕국은 혼란에 빠졌다. 한틸리는 왕위를 차지했다. 그는 여러 차례의 암살 시도에서 벗어날 수 있었지만, 그의 가족은 그렇지 못했다. 그의 아내 하라프실리와 그녀의 아들은 살해당했다. 게다가 다른 왕족들도 지단타 1세에게 살해당했고, 지단타 1세는 다시 자신의 아들 암무나에게 살해당했다. 히타이트 왕실 내부의 모든 불안정은 권력의 쇠퇴로 이어졌다. 현대 튀르키예 남동부의 티그리스강과 유프라테스강 상류의 산악 지대에 살던 후르리인들은 이 상황을 이용하여 알레포와 주변 지역, 그리고 아다나 해안 지역을 장악하고 그 이름을 키주와트나(나중에 킬리키아)로 변경했다. 기원전 16세기 나머지 기간 동안 히타이트 왕들은 왕실 내분과 후르리인들과의 전쟁으로 본토에 묶여 있었다. 후르리인들은 아나톨리아의 권력 중심지가 되었다. 아무루 왕국과 남부 메소포타미아로의 원정은 쐐기 문자의 아나톨리아 재도입에 책임이 있을 수 있는데, 히타이트 문자가 이전 아시리아 식민지 시대의 것과는 상당히 다르기 때문이다.
히타이트는 기록이 불분명하고 무의미한 통치자들, 그리고 축소된 영토로 인해 약화되는 시기에 진입했다. 강한 왕 아래에서 팽창하고 약한 왕 아래에서 축소되는 이러한 패턴은 히타이트 왕국의 500년 역사 동안 계속해서 반복되어 쇠퇴기 동안의 사건들을 재구성하기 어렵게 만들었다. 고히타이트 왕국의 이러한 정치적 불안정은 당시 히타이트 왕권의 성격으로 부분적으로 설명될 수 있다. 기원전 1400년 이전의 고히타이트 왕국 동안 히타이트 왕은 이집트의 파라오들처럼 신하들에게 "살아있는 신"으로 여겨지지 않고, 동등한 사람들 중 첫째로 여겨졌다. 기원전 1400년부터 기원전 1200년까지의 후기 시대에 이르러서야 히타이트 왕권은 더욱 중앙집권화되고 강력해졌다. 또한 초기에는 왕위 계승이 법적으로 고정되어 있지 않아 북부와 남부 가문 간에 장미 전쟁과 같은 경쟁이 가능했다.
무르실리 1세 다음으로 주목할 만한 군주는 텔레피누( 기원전 1500년c.)였는데, 그는 서남쪽에서 몇 차례 승리를 거두었으며, 이는 아마도 한 후르리 국가(키주와트나)와 동맹을 맺고 다른 후르리 국가에 대항했기 때문인 것으로 보인다. 텔레피누는 또한 왕위 계승권을 확보하려고 노력했다.

### 중왕국

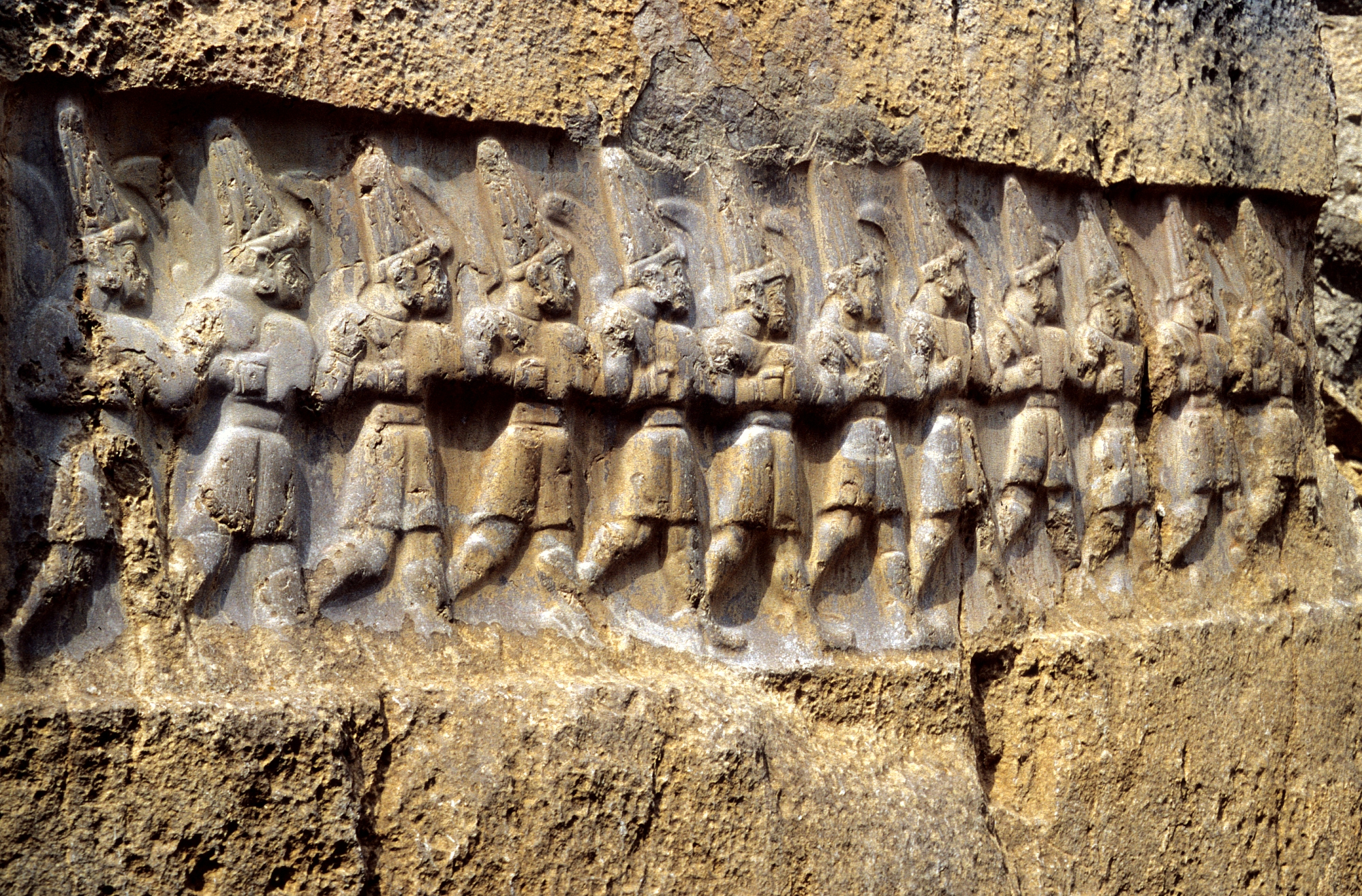
하투샤 근처 야질리카야에 있는 지하세계의 히타이트 신들 12명

구왕국의 마지막 군주인 텔레피누는 기원전 1500년경까지 통치했다. 텔레피누의 통치로 "구왕국" 시대가 끝나고 "중왕국"으로 알려진 가늘고 긴 시대가 시작되었다. 기원전 15세기는 남아있는 기록이 거의 없어 대부분 알려지지 않은 시기이다. 약세와 불명확함의 부분적인 이유는 히타이트인들이 흑해 연안에 정착한 비원시 인도유럽인 민족인 카스카족의 끊임없는 공격을 받았기 때문이다. 수도는 다시 사피누와로, 그리고 사무하로 옮겨졌다. 사피누와에는 기록 보관소가 있지만, 현재까지 제대로 번역되지 않았다.
이 시기는 기원전 1430년경부터 시작되는 투드할리야 1세의 통치와 함께 "히타이트 제국 시대"로 이어진다.
이 초기 히타이트 통치자들이 이룩한 한 가지 혁신은 이웃 국가들과 조약 및 동맹을 맺는 관행이다. 이로써 히타이트인들은 국제 정치와 외교 기술에서 가장 초기의 선구자 중 하나가 되었다. 이 시기에 히타이트 종교는 후르리인들로부터 여러 신과 의식을 받아들이기도 했다.

### 신왕국

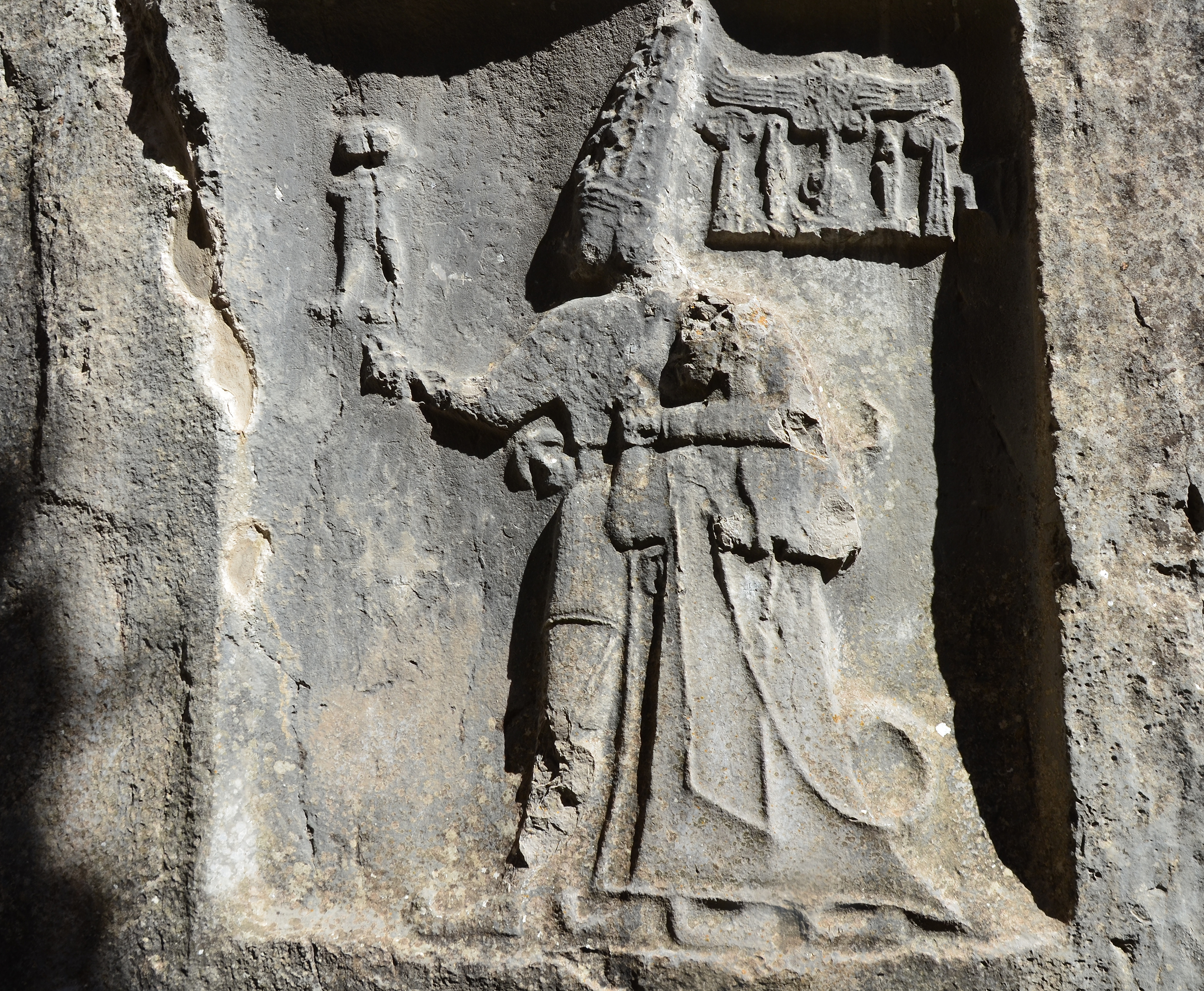
투드할리야 4세 (하투샤의 부조)

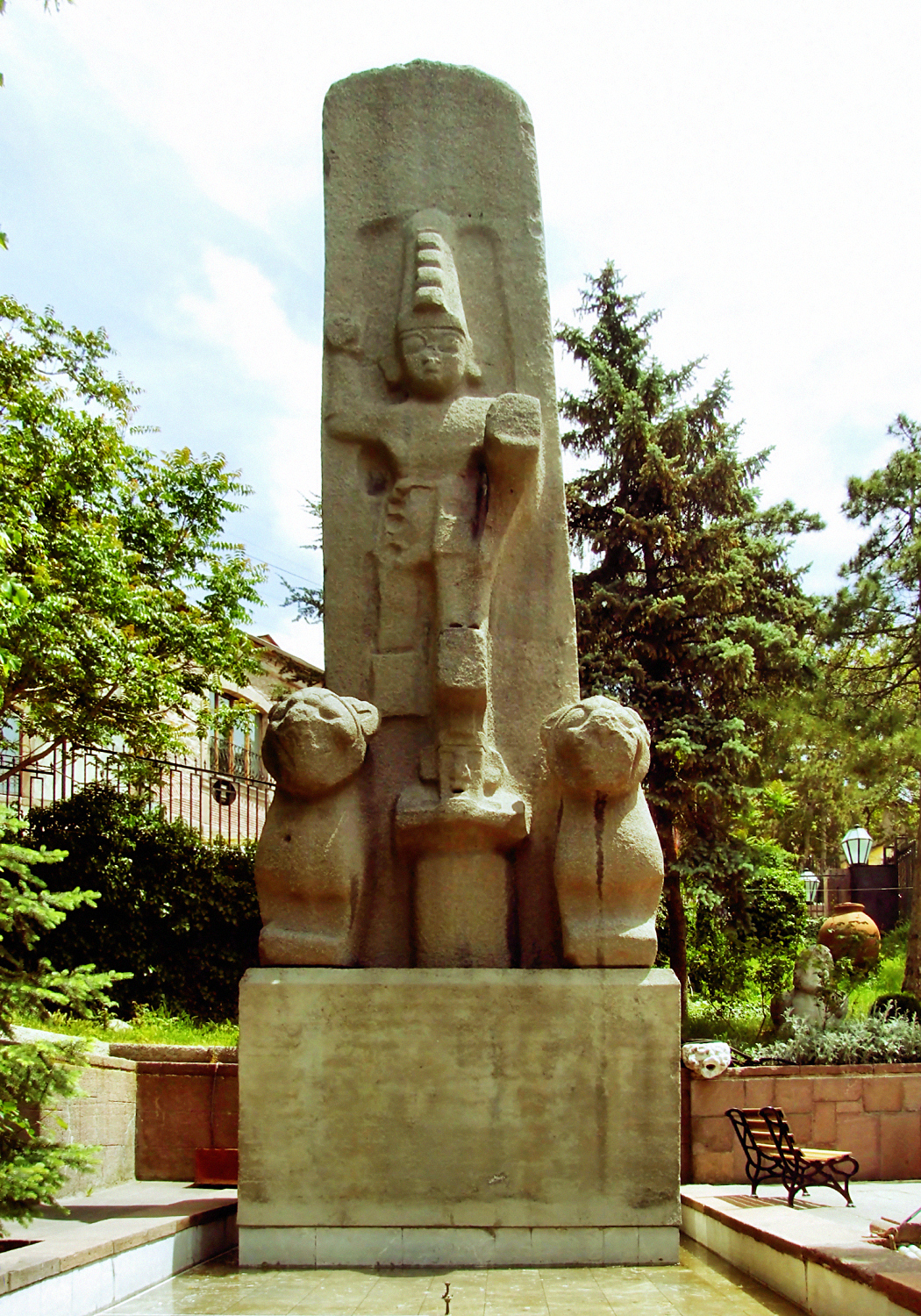
파실라르에서 발견된 기원전 1300년경 히타이트 기념비의 정밀 복제품 (아나톨리아 문명 박물관)

투드할리야 1세(실제로 이 이름의 첫 번째는 아니었을 수도 있다. 투드할리야 참조)의 통치와 함께 히타이트 왕국은 불확실성의 안개에서 벗어나 "히타이트 제국 시대"에 진입했다. 이 시기에는 왕권 강화 등 많은 변화가 있었다. 제국 시대에 히타이트인의 정착은 진전되었다. 그러나 히타이트인들은 에게 해 지역보다는 아나톨리아 남부의 옛 땅에 정착하는 경향이 있었다. 이러한 정착이 진행되면서 이웃 민족들과 조약이 체결되었다. 히타이트 제국 시대에 왕권은 세습되었고 왕은 "초인적인 아우라"를 띠게 되었으며 히타이트 시민들은 그를 "나의 태양"이라고 부르기 시작했다. 제국 시대의 왕들은 왕국 전체의 대제사장 역할을 하기 시작했다 – 매년 히타이트 성지를 순회하며 축제를 거행하고 성지의 유지 보수를 감독했다.
투드할리야 1세 왕은 그의 통치 기간( 기원전 1400년c.)에 키주와트나와 다시 동맹을 맺고 알레포와 미탄니의 후르리 국가들을 물리쳤으며, 아르자와(루위아 국가)를 희생시키면서 서쪽으로 확장했다.
투드할리야 1세 이후 또 다른 약세기가 찾아왔고, 히타이트의 사방의 적들은 하투샤까지 진격하여 불태울 수 있었다. 그러나 수필룰리우마 1세( 기원전 1350년c.) 통치 아래 왕국은 옛 영광을 되찾았고, 그는 다시 알레포를 정복했다. 미탄니는 그의 사위 치하의 아시리아에 의해 봉신국으로 전락했고, 그는 또 다른 아모리 도시 국가인 카르케미시를 물리쳤다. 이 모든 새로운 정복지와 여전히 동맹 관계인 카시트인의 손에 있던 바빌로니아에 자신의 아들들을 배치함으로써 수필룰리우마는 아시리아와 이집트와 더불어 알려진 세계에서 최고의 권력 중개자가 되었고, 머지않아 이집트는 투탕카멘의 미망인과 그의 다른 아들 중 한 명의 결혼 동맹을 모색했다. 그 아들은 목적지에 도달하기 전에 살해당한 것으로 보이며, 이 동맹은 결코 성사되지 않았다. 그러나 신아시리아 제국(기원전 1365년~1050년)은 기원전 1365년 아슈르-우발리트의 즉위와 함께 다시 세력을 키우기 시작했다. 아슈르-우발리트는 성장하는 아시리아의 힘을 두려워하여 수필룰리우마 1세가 군사적 지원으로 왕좌를 유지하려는 시도에도 불구하고 마티와자 미탄니 왕을 공격하여 물리쳤다. 미탄니와 후르리인들의 영토는 아시리아에 의해 적절히 병합되었고, 이는 아시리아가 동부 소아시아의 히타이트 영토를 침범할 수 있게 했으며, 아다드-니라리는 카르케미시와 북동 시리아를 히타이트의 통제로부터 병합했다.
수필룰리우마 1세가 통치하는 동안 히타이트 제국은 야토병으로 인해 황폐해졌다. 이 전염병은 수십 년 동안 히타이트인들을 괴롭혔고, 야토병으로 인해 수필룰리우마 1세와 그의 후계자인 아르누완다 2세가 사망했다. 수필룰리우마 1세의 통치와 그의 장남 아르누완다 2세의 짧은 통치 이후, 또 다른 아들인 무르실리 2세가 왕이 되었다( 기원전 1330년c.). 동쪽에서 강력한 위치를 물려받은 무르실리는 서쪽으로 눈을 돌려 아르자와를 공격할 수 있었다. 히타이트가 야토병으로 약해졌을 때 아르자와인들이 히타이트를 공격했고, 히타이트는 감염된 숫양을 아르자와인들에게 보내 공격을 격퇴했다. 이것은 최초의 기록된 생물전 사용이었다. 무르실리는 또한 아히야와의 통제 하에 있던 밀라완다(밀레투스)라고 알려진 도시를 공격했다. 히타이트 문서에 대한 새로운 해석과 아나톨리아 본토와 미케네 문명 간의 접촉에 대한 물질적 증거를 기반으로 한 최근 연구는 아히야와가 미케네 문명, 또는 적어도 그 일부를 지칭한다는 결론을 내렸다.

#### 카데시 전투

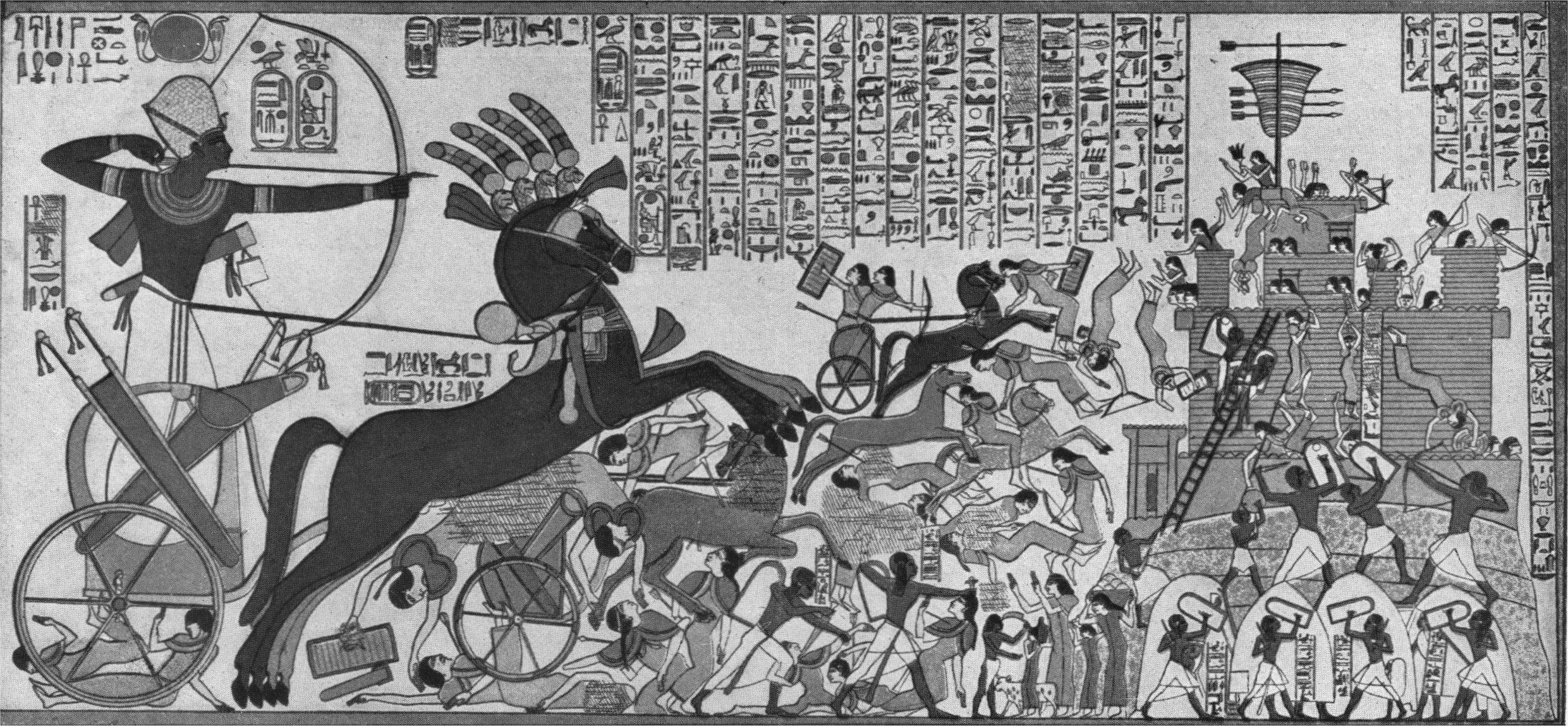
히타이트 요새 다푸르를 공격하는 이집트 파라오 람세스 2세

히타이트의 번영은 주로 교역로와 금속 자원의 통제에 달려 있었다. 킬리키아 관문과 메소포타미아를 연결하는 중요한 경로에 북부 시리아가 중요했기 때문에 이 지역의 방어는 매우 중요했으며, 곧 파라오 람세스 2세 치하 이집트의 확장에 의해 시험대에 올랐다. 카데시 전투의 결과는 불확실하지만, 이집트 증원군의 적시 도착이 히타이트의 완전한 승리를 막은 것으로 보인다. 이집트인들은 히타이트인들을 카데시 요새로 피신시켰지만, 자신들의 손실 때문에 포위 공격을 지속할 수 없었다. 이 전투는 람세스 통치 5년차(가장 일반적으로 사용되는 연대기에 따르면  기원전 1274년c.)에 일어났다.

#### 왕국의 몰락과 멸망

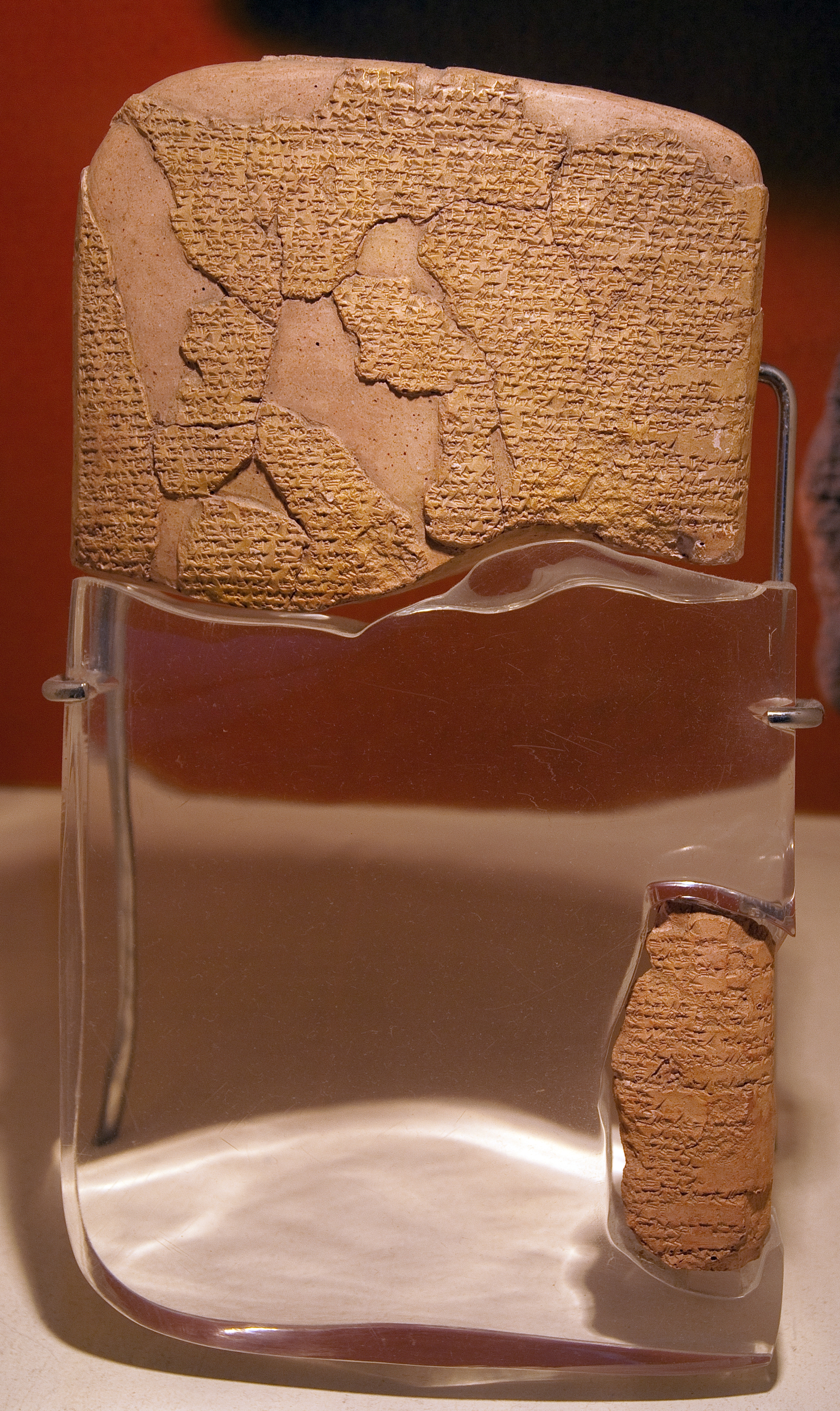
이집트-히타이트 평화 조약(기원전 1258년경)은 하투실리 3세와 람세스 2세 사이에 체결된 것으로, 역사상 현존하는 가장 오래된 평화 조약이며, 때로는 카데시 전투 이후 카데시 조약이라고도 불린다 (이스탄불 고고학 박물관).

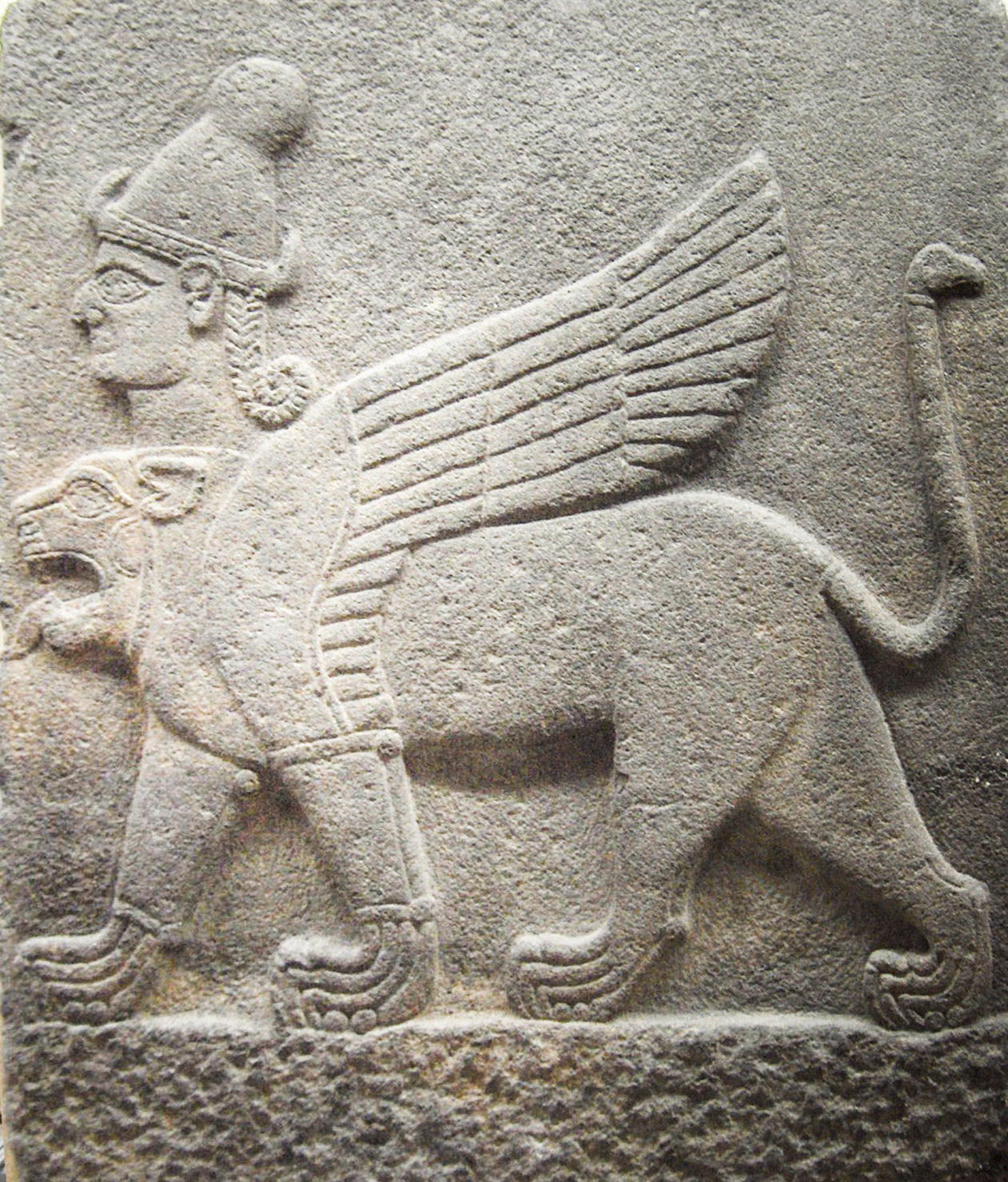
사람의 머리와 사자의 몸을 가진 키마이라. 후기 히타이트 시대 유물로 아나톨리아 문명 박물관, 앙카라에 소장되어 있다.

이후로 히타이트와 이집트 양국의 힘은 아시리아의 강성 때문에 다시 쇠퇴하기 시작했다. 아시리아 왕 샬마네세르 1세는 후르리인과 미탄니를 정복하고 그들의 영토를 점령하며 유프라테스강 상류까지 확장할 기회를 잡았는데, 이는 무와탈리 2세가 이집트인들과의 싸움에 몰두해 있었기 때문이었다. 히타이트는 군사적 지원으로 미탄니 왕국을 보존하려 헛되이 노력했다. 이제 아시리아는 이집트만큼이나 히타이트 교역로에 큰 위협이 되었다. 무와탈리의 아들 우르히-테슈브가 왕위에 올라 7년 동안 무르실리 3세로 통치하다가 그의 삼촌 하투실리 3세에 의해 짧은 내전 후 축출되었다. 히타이트 영토에 대한 아시리아의 침략이 증가하자, 그는 람세스 2세(역시 아시리아를 두려워했다)와 평화 및 동맹을 맺고, 자신의 딸을 파라오에게 시집보냈다. 역사상 가장 오래된 완전히 현존하는 조약 중 하나인 카데시 조약은 남부 가나안에서의 상호 국경을 확정했으며, 람세스 통치 21년(기원전 1258년경)에 서명되었다. 이 조약의 조건에는 히타이트 공주 중 한 명을 람세스에게 시집보내는 것이 포함되었다.
하투실리의 아들인 투드할리야 4세는 적어도 어느 정도는 아시리아인들을 히타이트 본토에서 막아낼 수 있었던 마지막 강한 히타이트 왕이었지만, 그 또한 그들에게 많은 영토를 잃었고, 니흐리야 전투에서 아시리아의 투쿨티-니누르타 1세에게 크게 패배했다. 그는 심지어 키프로스 섬을 일시적으로 병합하기도 했지만, 그곳 역시 아시리아에게 넘어갔다. 마지막 왕인 수필룰리우마 2세도 키프로스 해안에서 알라시야와의 해전에서 승리를 포함하여 몇 차례 승리를 거두었다. 틀:Dubious span
브라이스는 대왕국의 종말을 점진적인 해체로 본다. 하투실리의 죽음을 시작점으로 지적한다. 투드할리야는 그의 통치에 반대하는 반란과 음모를 진압해야 했을 것이다. 이것은 비정상적인 일이 아니었다. 그러나 히타이트 군대는 인력 부족과 제국 인구 감소로 인해 병력이 부족했다. 이제 하티는 무력으로 반란과 내전을 진압하는 것을 이전처럼 할 수 없었다. 모든 병사는 또한 식량 생산과 같은 경제에서 벗어난 노동자였다. 따라서 전쟁으로 인한 사상자는 점점 더 큰 대가를 치르고 지속 불가능해졌다.
바다 민족은 이미 에게해에서 시작하여 가나안까지 지중해 해안선을 따라 진격하기 시작하여 블레셋 국가를 세웠다. – 이 과정에서 히타이트로부터 킬리키아와 키프로스를 빼앗고 그들의 귀한 무역로를 차단했다. 이로 인해 히타이트 본토는 사방의 공격에 취약해졌고, 카스카족, 프리기아, 브리게스 등 새로운 침략자들의 연합 공격으로 기원전 1180년경 하투샤는 불태워졌다. 이로써 히타이트 왕국은 역사 기록에서 사라졌고, 영토의 대부분은 아시리아에 의해 점령되었다. 이러한 공격과 함께 많은 내부 문제들도 히타이트 왕국의 종말을 가져왔다. 왕국의 종말은 더 큰 규모의 청동기 시대의 붕괴의 일부였다. 이 지역에 자라는 노간주나무의 나이테 연구에 따르면 기원전 13세기부터 12세기까지 건조한 조건으로 변했으며, 기원전 1198년, 1197년, 1196년 3년 연속 가뭄이 들었다고 한다.

### 후히타이트 시대

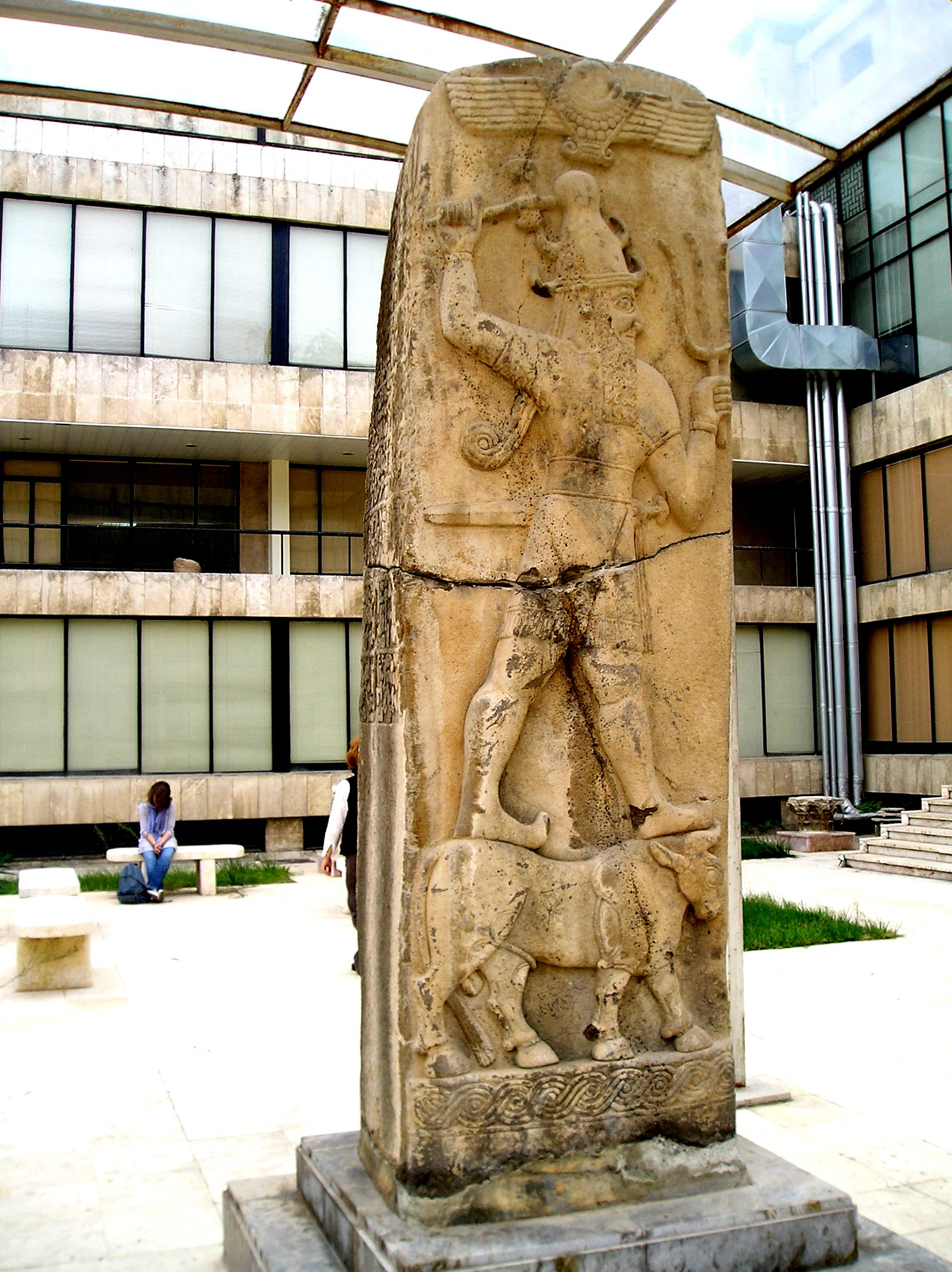
알레포 국립박물관에 있는 루위아인 폭풍신 타르훈즈

기원전 1160년경에는 소아시아의 정치 상황이 불과 25년 전과는 크게 달라져 있었다. 그해에 아시리아 왕 티그라트-필레세르 1세는 아나톨리아 고원으로부터 남부 아나톨리아의 아시리아 식민지로 침투하려던 무시키(프리기아인)를 격퇴하고 있었고, 하티와 흑해 사이의 북부 구릉 지대에서 히타이트의 오랜 적이었던 카스카족도 곧 그들과 합류한 것으로 보인다. 프리기아인들은 서쪽에서 카파도키아를 침범한 것으로 보이며, 최근에 발견된 금석학적 증거는 그들의 기원이 마케도니아인에 의해 강제로 쫓겨난 발칸의 "브리게스" 부족임을 확인시켜 준다.
히타이트 왕국은 이 시점에 아나톨리아에서 사라졌지만, 아나톨리아와 북부 시리아에는 소위 신히타이트가 여러 개 출현했다. 이들은 히타이트 왕국의 계승자들이었다. 가장 주목할 만한 신히타이트 왕국은 카르케미시와 멜리드였다. 카르케미시의 통치 가문은 당시 멸망한 중앙 히타이트 통치 가문의 분가였던 것으로 추정된다. 이 신히타이트 국가들은 점차 신아시리아 제국(기원전 911년~608년)의 통제 아래 놓였다. 카르케미시와 멜리드는 샬마네세르 3세(기원전 858년~823년) 치하에서 아시리아의 속국이 되었고, 사르곤 2세(기원전 722년~705년) 통치 기간에 아시리아에 완전히 편입되었다.
타발 (국가)로 알려진 크고 강력한 국가가 남부 아나톨리아의 대부분을 차지했다. 그리스어로는 티바레노이고대 그리스어: Τιβαρηνοί, 라틴어로는 티바레니, 플라비우스 요세푸스에게는 토벨레스라고 불렸으며, 그들의 언어는 루위아어였을 수 있는데, 이는 아나톨리아 상형문자로 쓰여진 기념비들을 통해 증명된다. 이 국가 또한 정복되어 광대한 신아시리아 제국에 편입되었다.
궁극적으로 루위아 상형문자와 쐐기 문자 모두 새로운 발명인 음소문자에 의해 구식이 되었다. 이 음소문자는 에게 문명(프리기아인으로 이름을 바꾼 브리게스족과 함께)과 시리아의 페니키아인 및 이웃 민족으로부터 동시에 아나톨리아에 유입된 것으로 보인다.

## 정부

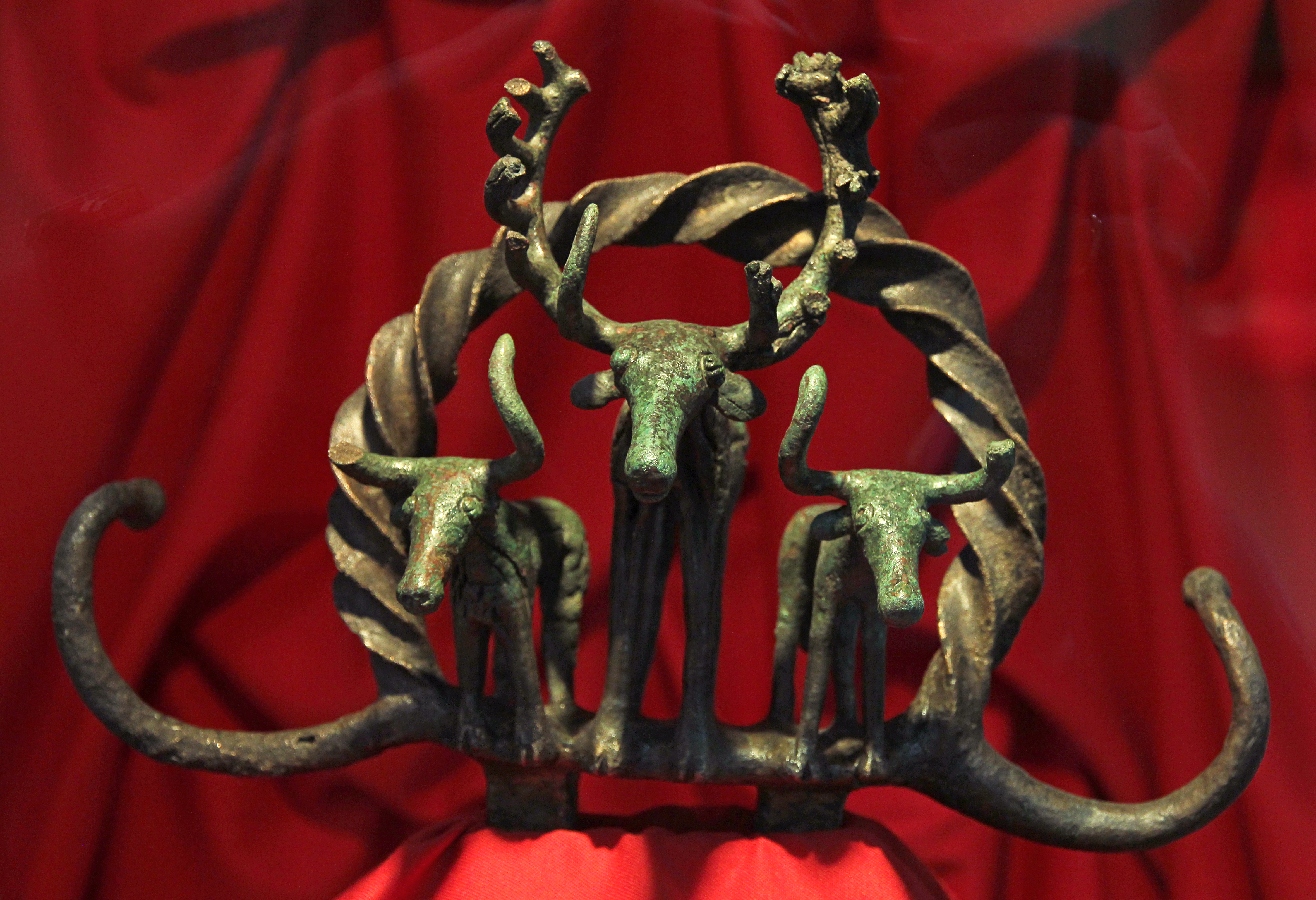
청동 히타이트 동물 형상 (아나톨리아 문명 박물관)

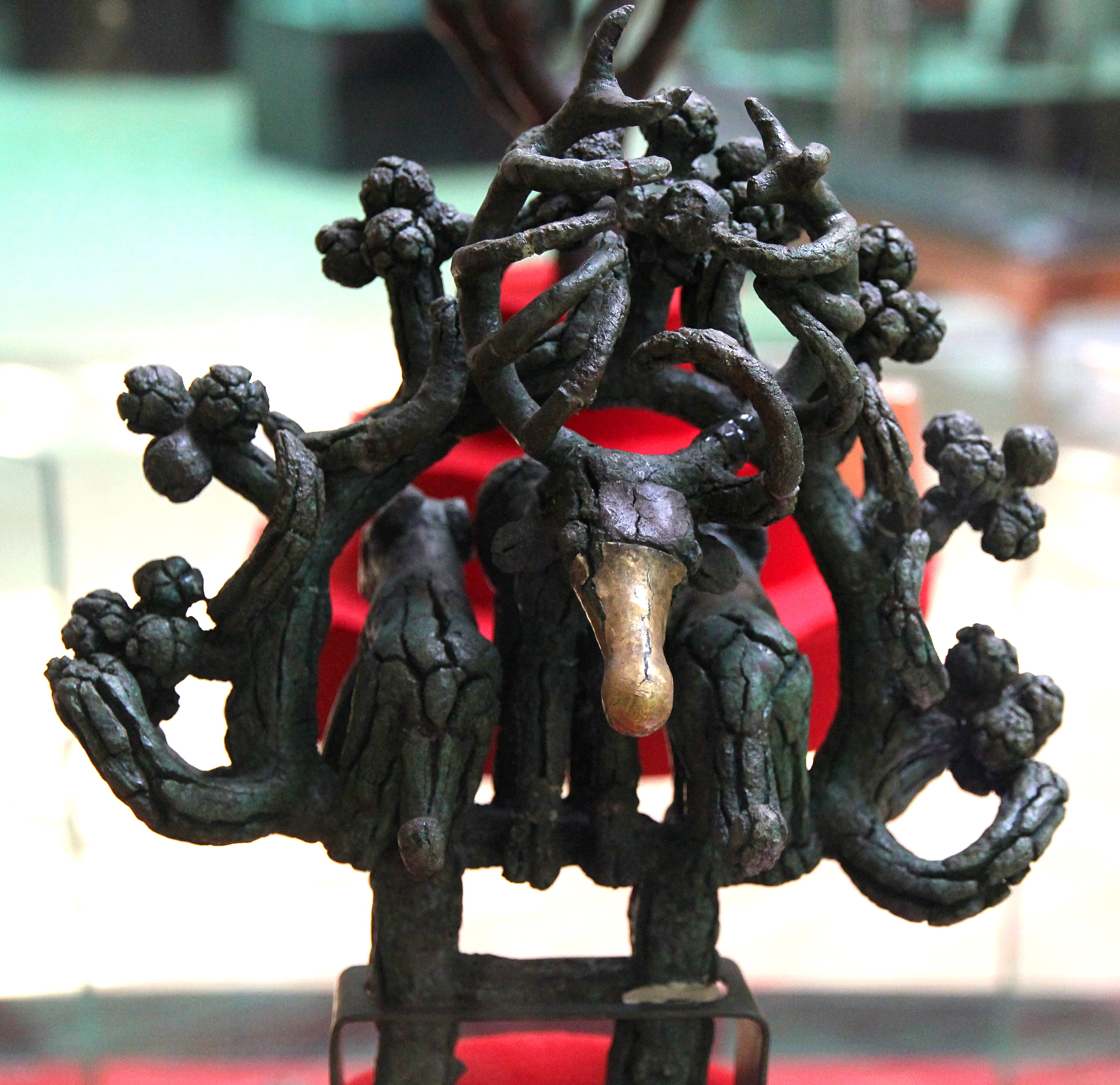
알라카회위크 청동 표준 황금 코를 가진 사슴과 두 마리의 사자/표범 (아나톨리아 문명 박물관)

가장 초기에 알려진 입헌군주제는 히타이트인들에 의해 발전되었다.
히타이트 국가의 최고 통치자는 왕이었고, 그 다음으로 왕위 계승자가 있었다. 왕은 국토의 최고 통치자로, 군사령관, 사법권자, 그리고 대제사장의 역할을 겸했다. 그러나 일부 관리들은 정부의 다양한 부서에 대해 독립적인 권한을 행사했다. 히타이트 사회에서 가장 중요한 직책 중 하나는 갈 메세디(왕실 호위대장)였다. 이 직책은 갈 게스틴(포도주 관리자장)에 의해 대체되었는데, 갈 메세디와 마찬가지로 갈 게스틴은 일반적으로 왕실 구성원이었다. 왕국의 관료제는 갈 둡사르(서기관장)가 이끌었지만, 그의 권한은 왕의 개인 서기관인 루갈 둡사르에게까지는 미치지 않았다.
이집트 군주들은 오론테스강에 위치한 도시인 카데시 (시리아)와 아나톨리아 남부 유프라테스강에 위치한 카르케미시에 있는 두 주요 히타이트 본거지와 외교 관계를 맺었다.

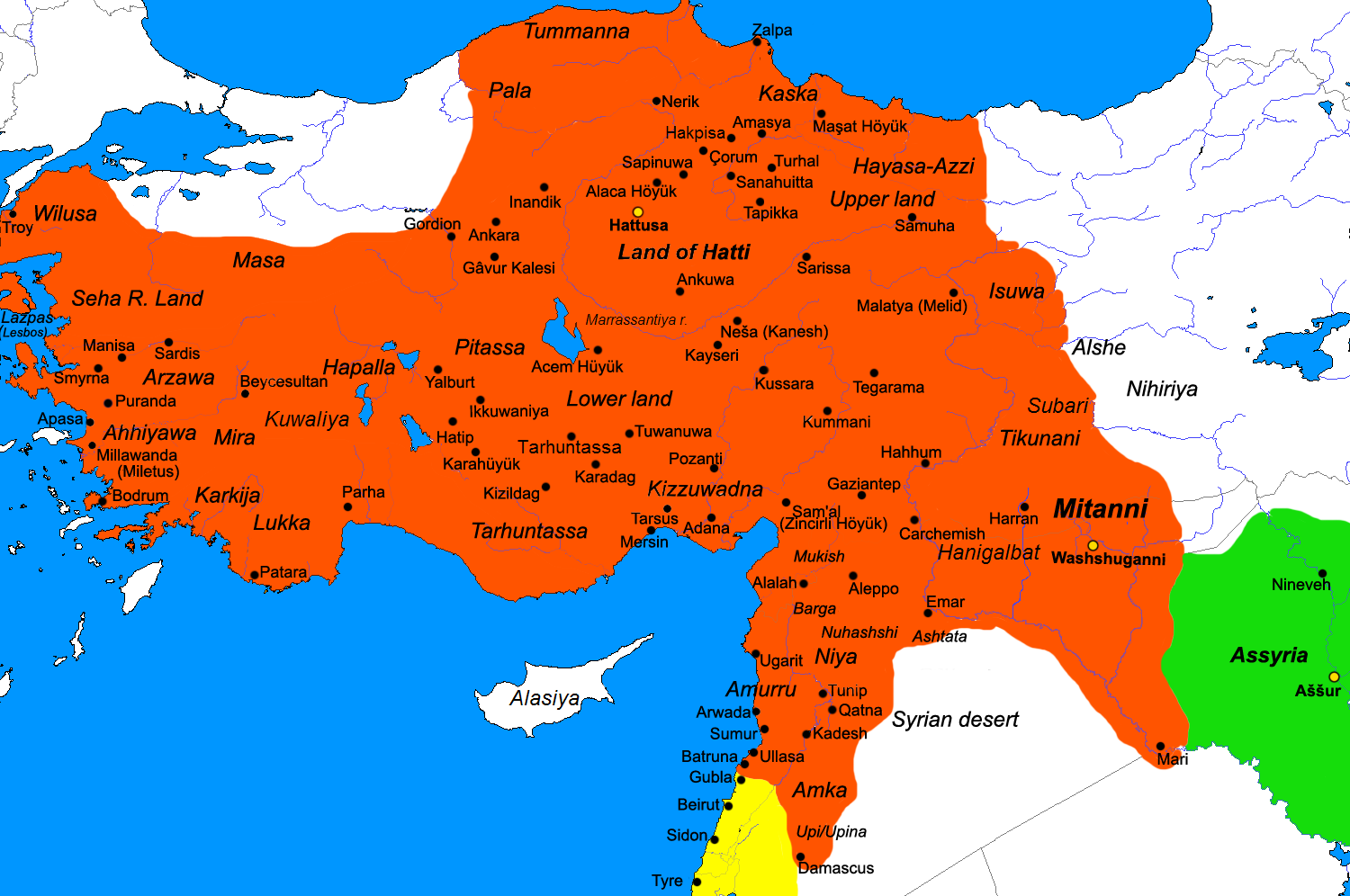
수필룰리우마 1세(기원전 1350년~1322년경)와 무르실리 2세(기원전 1321년~1295년경) 치세 동안 최대 판도를 이룬 히타이트 제국의 지도.

### 초기 히타이트인의 종교
선히타이트 여신 카타하와 다른 하티 신들의 숭배가 이루어졌던 중앙 아나톨리아의 정착지인 안쿠와는 히타이트인들이 통제하려 했던 지역들의 민족적 차이를 보여준다. 카타하는 원래 한니쿤이라는 이름을 가지고 있었다. 로널드 고르니(튀르키예 알리사르 지역 프로젝트 책임자)에 따르면, 한니쿤 대신 카타하라는 용어를 사용한 것은 이 여성 신의 선히타이트적 정체성을 격하시키고, 그녀를 히타이트 전통과 더 가깝게 만들기 위한 장치였다. 초기 역사에서 카타하와 같은 신들을 재구성한 것은 그들의 권위를 정당화하고, 새로 편입된 지역과 정착지에서 이념 충돌을 피하기 위한 방법이었다. 지역 신들을 자신들의 관습에 맞게 변형시킴으로써, 히타이트인들은 이 공동체들의 전통적인 신앙이 변화를 이해하고 받아들여 히타이트의 정치적, 경제적 목표에 더 적합해지기를 바랐다.

### 판쿠스
텔레피누 왕( 기원전 1525년~1500년c. 재위)은 히타이트 구왕국의 마지막 왕으로 간주된다. 그는 왕조의 권력 투쟁 중에 왕권을 장악했다. 그의 통치 기간 동안, 그는 무법 상태를 해소하고 왕위 계승을 규제하기를 원했다. 그리하여 그는 텔레피누 칙령을 발표했다. 이 칙령에서 그는 총회인 판쿠스를 헌법 범죄에 대한 고등 법원으로 지정했다. 살인과 같은 범죄는 판쿠스에 의해 조사되고 판결되었다. 왕 자신도 판쿠스의 관할권에 속했다. 판쿠스는 또한 왕의 자문 위원회 역할도 했다. 이 칙령과 판쿠스의 설립은 매우 성공적이었고, 신왕국 말기까지 지속되었다.
판쿠스는 폭력이 범죄에 대한 처벌이 아닌 법전을 제정했다. 당시 다른 서남아시아 왕국에서 사형에 해당하는 살인과 절도 같은 범죄는 히타이트 법전에서는 사형이 아니었다. 대부분의 형벌은 배상을 포함했다. 예를 들어, 절도 사건의 경우, 그 범죄에 대한 처벌은 도난당한 물건을 같은 가치로 갚는 것이었다.

### 외교 정책과 전쟁
히타이트 대왕국은 전쟁 중에 자주 노획한 사람들을 데려갔는데, 이는 식량 생산 및 인구 손실을 메우는 중요한 노동원이었다. 히타이트는 외국 세력과 자주 교류했지만, 브라이스에 따르면 아히야와와 불가침 조약을 맺었을 수도 있으며, 협상 과정에서 밀라완다를 점령했다가 다시 돌려주기도 했다. 히타이트는 이집트와 갈등 관계였으며, 이는 유명한 카데시 전투로 정점에 달했다. 히타이트 여왕들은 종종 결혼 동맹 체결을 통해 외교 정책에서 영향력 있는 권력 행사를 했다. 그 예로는 푸두헤파 여왕이 있다. 히타이트는 국제적으로 강대국 집단에 속했으며, 이집트-히타이트 평화 조약 이후 이집트와 동맹을 유지했다. 하티의 북부와 동부 국경은 종종 불안정했으며, 이는 가누바라 전투와 히타이트 생존 전쟁에서 잘 드러난다. 아시리아와의 관계는 니흐리야 전투나 남쪽의 알라시야 전투 때처럼 종종 어려움을 겪었다.

## 경제
히타이트 경제는 농목업 기반이었으며, 소와 양과 함께 과일과 채소를 재배했다. 곡물 저장고는 보통 하투샤와 같은 행정 중심지에 위치했다. 이론적으로 토지는 신들의 소유였으나, 실제로는 왕이 가장 좋은 땅을 통제했으며, 그 외 다양한 소유 형태가 존재했다. 왕은 군사 복무에 대한 대가로 토지를 부여할 수 있었다. 식량 생산에 종사하는 노동력은 경제에 매우 중요했으므로, 전쟁으로 인한 인력 손실은 대왕국의 식량 생산량과 경제에 영향을 미칠 수 있었다. 사원은 경제의 중요한 부분이었다.
세겔, 미나, 탈란트가 표준 '화폐' 형태였다. 이들은 구리, 청동, 은 또는 금으로 된 무게 단위였다. 다른 대왕국에서는 60:1의 비율인 반면, 히타이트에서는 40세겔이 1미나와 같았다. 1세겔은 8.3 그램이었다. 은 1세겔은 밀 150리터의 가치가 있었으며, 3,600제곱미터의 토지 한 필지를 은 2~3세겔에 살 수 있었고, 비슷한 크기의 포도원은 은 40세겔까지 나갔다. 남자 노동자는 한 달에 은 1세겔을 벌 수 있었고, 여자는 그 절반을 벌었다. 현물로도 지불받을 수 있었는데, 수확량의 일부를 받는 방식이 임금보다 더 수익성이 좋았을 수 있다. 브라이스는 남자들이 가장 육체적으로 힘든 일을 했다고 언급한다.

## 인구
브라이스는 자신의 저서에서 하투샤의 이전 인구 추정치인 9,000~15,000명을 인용하면서도, 위르겐 제허의 최근 연구에 따르면 도시 인구는 2,300~4,600명이었으며, 특별한 행사 시 최대 5,000명에 달했다고 언급한다. 왕국의 총 인구는 졸트 시몬에 의해 140,000~150,000명으로 추정되었고, 브라이스 자신은 200,000명 이상으로 추정한다. 하티는 카데시 전투에 47,500명의 병력을 동원할 수 있었고, 총 100,000명 가량을 군사 복무에 동원할 수 있었을 것이라고 언급하며, 이들이 모두 전투나 원정에 참여한 것은 아니지만 일부는 노동력을 제공했을 수도 있다고 한다. 따라서 인명 피해가 큰 군사 작전은 히타이트의 식량 생산과 경제를 유지하는 데 어려움을 초래했다. 원정 중에 외국에서 데려온 '전리품 인원'은 인구 손실을 메우는 데 중요했을 것이다. 이 책은 하투실리 3세 통치 기간의 제국과 관련하여 이러한 수치들을 논의하며, 브라이스가 이러한 인구 수치가 정확히 언제인지를 명시하지는 않지만, 이 통치 기간의 상황으로 이해해야 한다.

## 언어

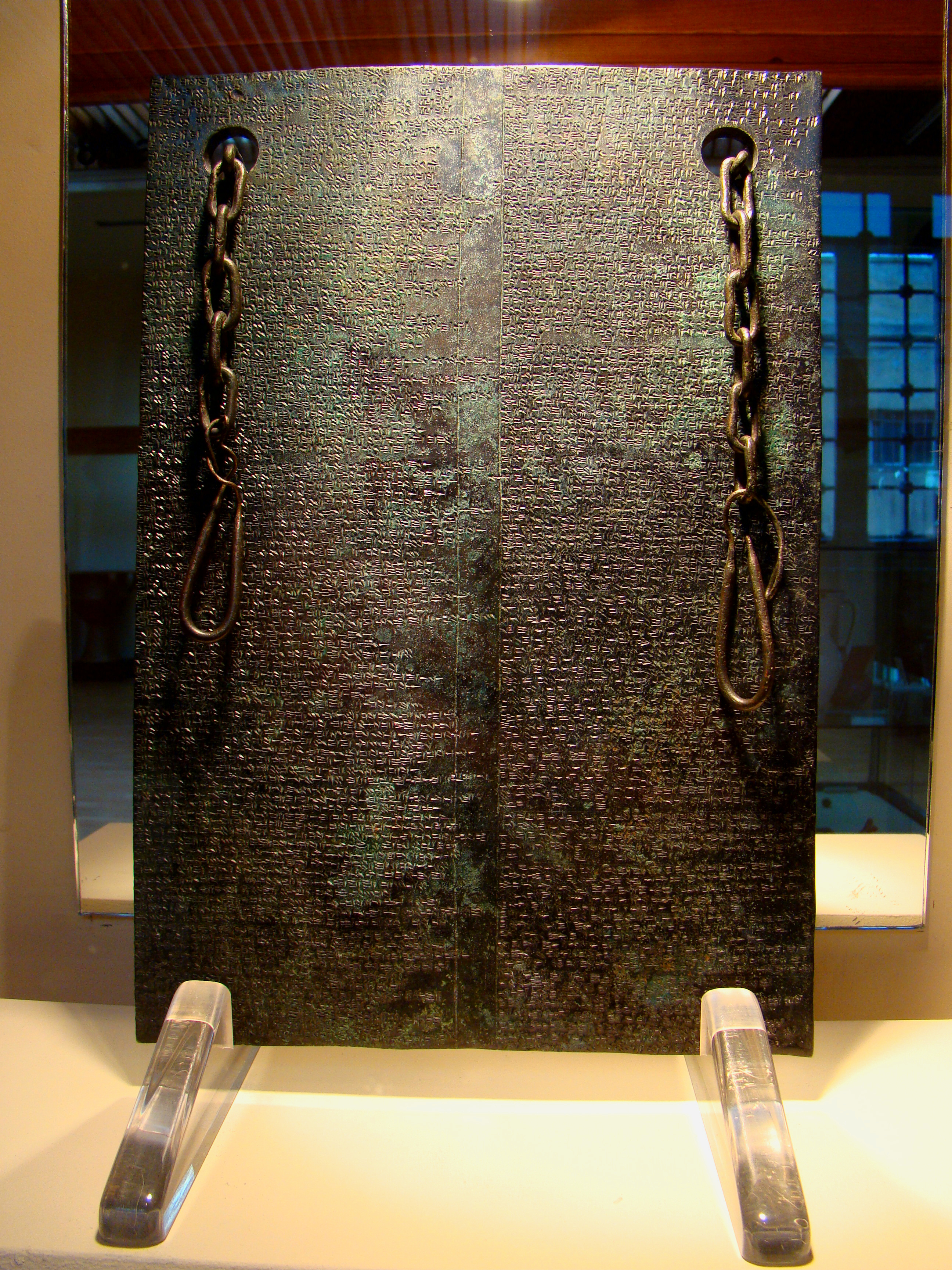
기원전 1235년의 초룸-보아즈쾨이 청동 점토판. 아나톨리아 문명 박물관, 앙카라에서 촬영

최초 기록 순서에 따른 인도유럽어족 계통도. 히타이트어는 아나톨리아어파에 속하며, 가장 오래된 인도유럽어 기록이 남아있다.

히타이트어는 기원전 19세기경부터(퀼테페 문서, 이샤라 참조) 단편적으로 기록되어 있다. 이 언어는 기원전 1100년경까지 사용되었다. 히타이트어는 인도유럽어족의 아나톨리아어파에서 가장 잘 증명된 언어이며, 가장 이른 시기의 기록이 남아 있는 인도유럽어이다. 기원전 20세기 초부터 아카드어 맥락에서 단편적인 히타이트어 차용어와 수많은 인명이 나타난다.
하투샤의 점토판에 새겨진 문자는 체코 언어학자 베드르지히 흐로즈니(1879–1952)에 의해 마침내 해독되었다. 그는 1915년 11월 24일 베를린 근동 학회 강연에서 자신의 연구 결과를 발표했다. 그의 발견에 대한 책은 1917년 라이프치히에서 『히타이트어: 그 구조와 인도유럽어족 내 소속』이라는 제목으로 출판되었다. 이 책의 서문은 다음과 같이 시작한다.
"이 연구는 지금까지 미스터리했던 히타이트어의 본질과 구조를 확립하고, 이 언어를 해독하는 것을 목표로 한다 [...] 히타이트어가 주로 인도유럽어임을 보일 것이다."
이 해독은 몇십 년 전부터 예측되었던 인도유럽어학의 후두음 이론을 유명하게 확증하는 결과를 가져왔다. 구조와 음운론에서 현저한 차이 때문에 일부 초기 문헌학자들, 특히 워렌 코길은 심지어 히타이트어를 인도유럽어의 자매 언어(인도-히타이트어)로 분류해야 한다고 주장하기도 했다. 히타이트 제국 말기에 히타이트어는 행정 및 외교 서신의 기록 언어가 되었다. 이 시기 대부분의 히타이트 제국 인구는 히타이트 지역 서쪽에서 기원한 아나톨리아어족의 또 다른 인도유럽어인 루위아어를 사용했다.
크레이그 멜체르트에 따르면, 현재의 경향은 원시 인도유럽어가 진화했으며, 아나톨리아어의 "선사 시대 화자들"이 "나중에 다른 인도유럽어에서 사라진 몇몇 공통적인 혁신에 참여하지 않도록" 나머지 원시 인도유럽어 화자 공동체로부터 고립되었다고 가정하는 것이다. 히타이트어는 그 아나톨리아어족 사촌들과 함께 초기 단계에서 인도유럽조어로부터 분리되어, 다른 인도유럽어에서 나중에 사라진 고어적인 요소들을 보존했다.
히타이트어에는 비인도유럽어인 후르리어와 하티어에서 온 많은 차용어, 특히 종교 관련 어휘가 있다. 후자는 히타이트인에게 흡수되거나 대체되기 전에 하티 땅의 원주민이었던 하티인들의 언어였다. 하투샤에서 발견된 신성하고 마법적인 문헌들은 히타이트어가 다른 문헌의 표준이 된 이후에도 종종 하티어, 후르리어, 루위아어로 쓰여졌다.

## 예술

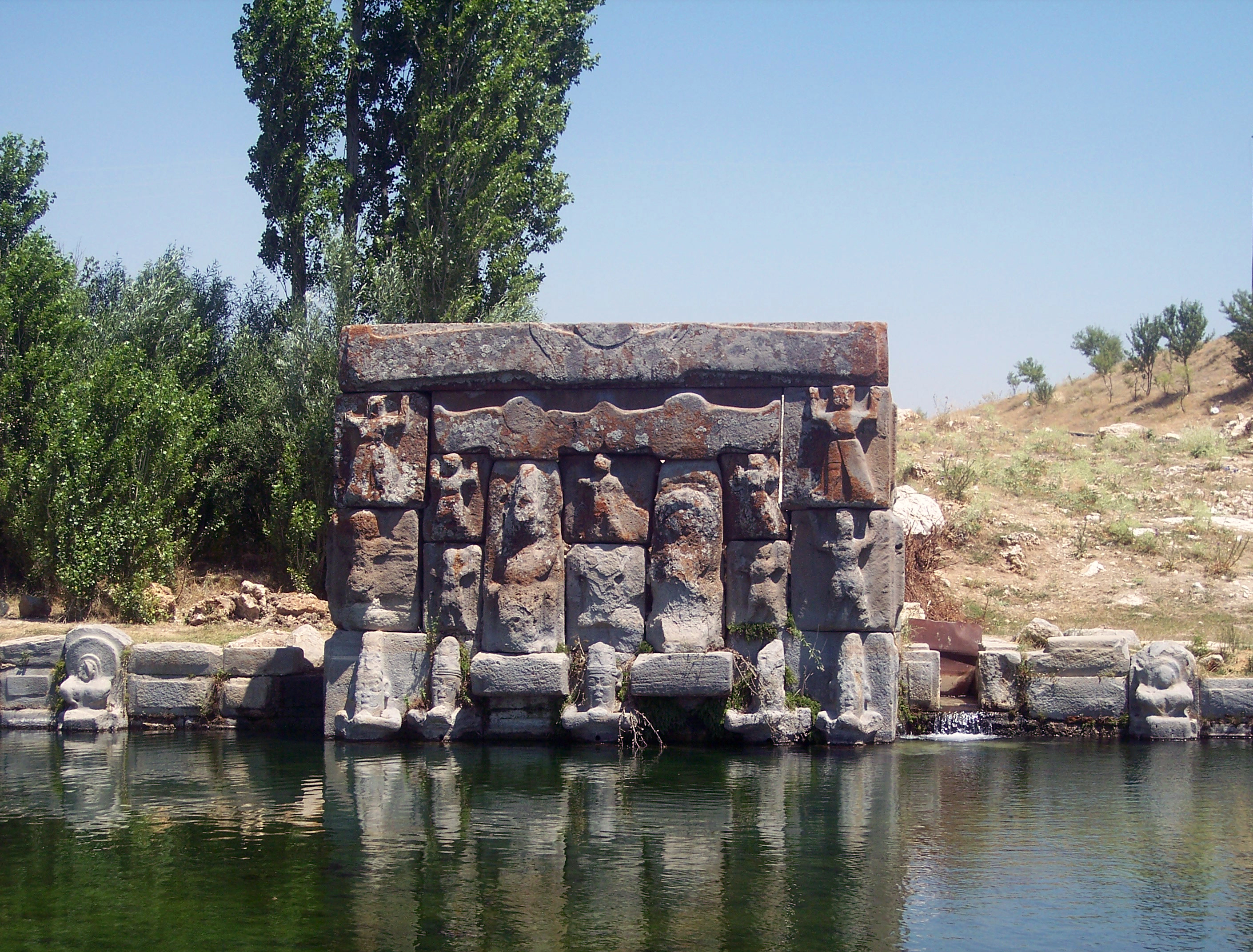
에플라툰 피나르의 샘물 위에 세워진 기념비

제국의 규모를 고려할 때, 히타이트 예술의 유물은 상대적으로 적다. 여기에는 인상적인 기념비적 조각들, 다수의 암각 부조뿐만 아니라 금속 세공품, 특히 알라카회위크 청동 표준, 상아 조각품, 그리고 후세인데데 화병을 포함한 도자기들이 있다. 알라카회위크와 하투샤의 스핑크스 문과 에플라툰 피나르 샘물 위의 기념비는 가장 큰 구조물 조각품 중 하나이며, 바빌론에 있는 바빌론의 사자상이 가장 큰 사자상이라면 히타이트의 것이다. 거의 모든 유물은 눈에 띄게 마모되어 있다. 암각 부조로는 한예리 부조와 헤미테 부조가 있다. 기원전 8세기 말의 니데 석비는 현대 튀르키예 도시 니데에서 발견된 후히타이트 시대의 루위아 기념비이다.

## 종교와 신화

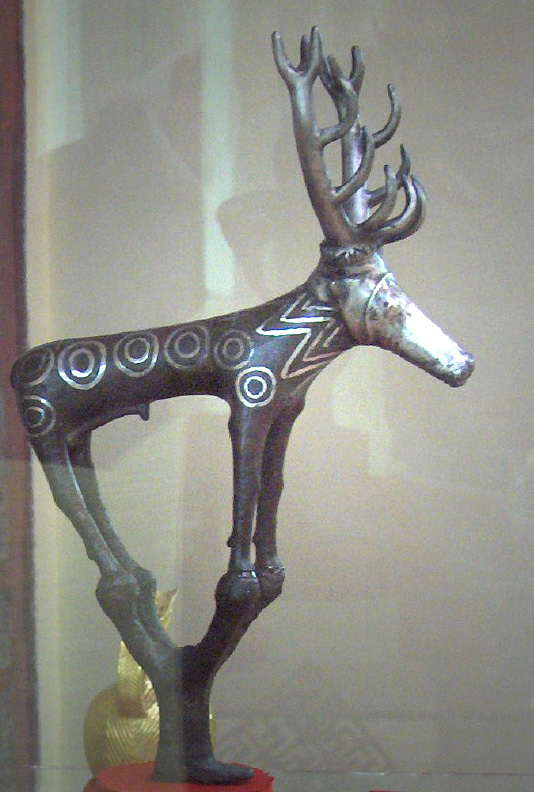
히타이트 남신을 상징하는 사슴 소상. 이 형상은 하제테페 대학교의 상징으로 사용된다.

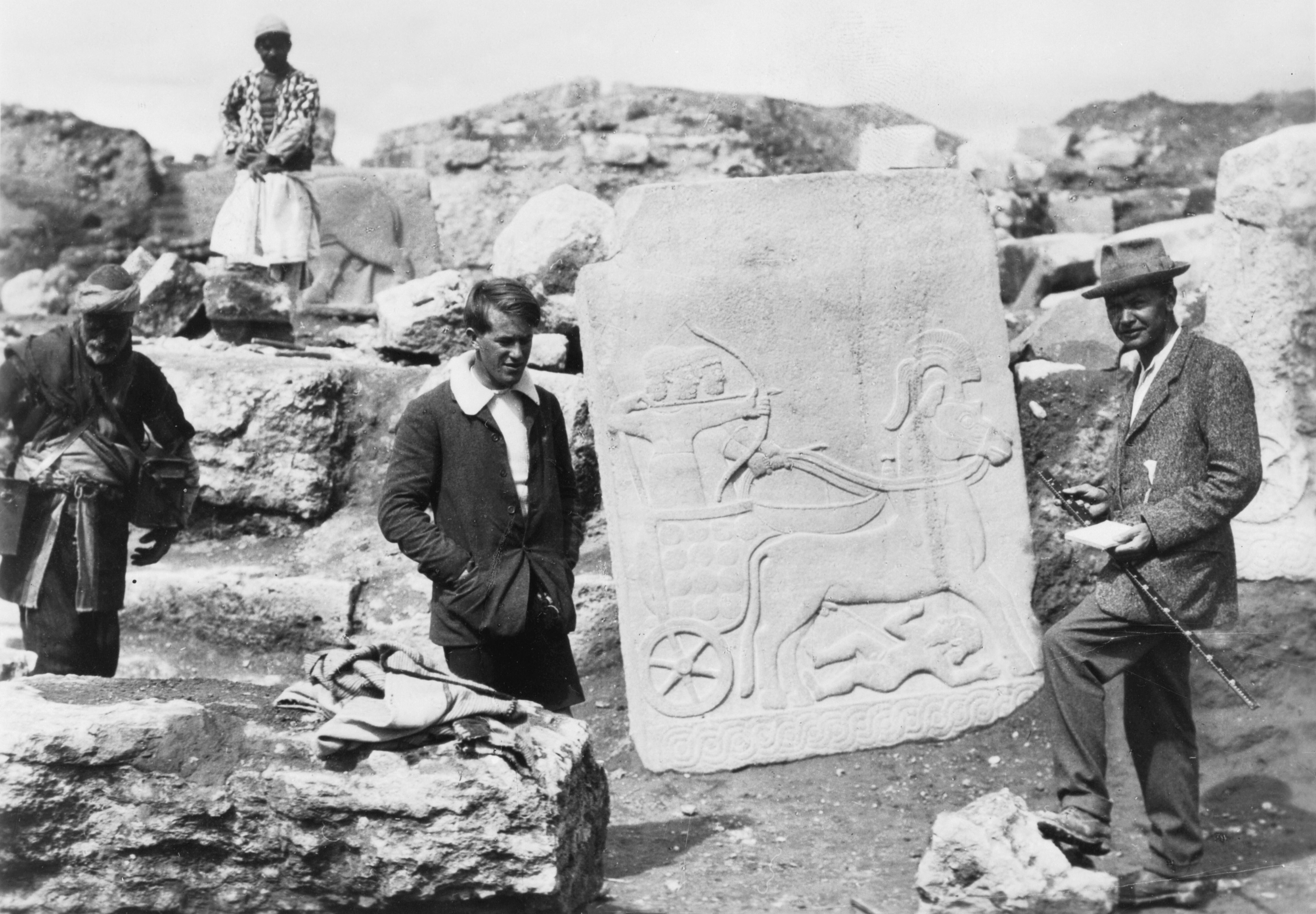
카르케미시에서 토머스 에드워드 로런스와 레너드 울리(오른쪽)가 발견한 초기 히타이트 유물

히타이트 종교와 신화는 하티인, 메소포타미아 신화, 가나안 종교, 그리고 후르리인의 영향을 많이 받았다. 초기에는 인도유럽 신화의 요소들이 여전히 뚜렷하게 식별될 수 있다.
폭풍의 신들은 히타이트 신화에서 두드러졌다. 타르훈트(후르리어 테슈브)는 '정복자', '쿠미야의 왕', '하늘의 왕', '하티 땅의 주인'으로 불렸다. 그는 신들 중 으뜸이었고 그의 상징은 황소이다. 테슈브로서 그는 두 산 위에 앉아 곤봉을 들고 있는 수염 난 남자로 묘사되었다. 그는 특히 외국 세력과의 갈등에서 전투와 승리의 신이었다. 테슈브는 또한 뱀 일루얀카와의 갈등으로도 유명했다.
히타이트 신들은 봄의 푸룰리 축제, 가을의 눈타리야샤 축제, 그리고 폭풍신의 조각상과 최대 30개의 다른 우상들이 거리를 행진하는 문루의 KI.LAM 축제와 같은 축제들로도 숭배되었다.

## 법률
히타이트 법은 제국의 다른 기록들과 마찬가지로 구운 점토로 만든 쐐기 문자 점토판에 기록되어 있다. 히타이트 법전으로 알려진 내용은 주로 각각 186개 조항을 포함하는 두 개의 점토판에서 유래하며, 초기 히타이트 왕국 전역에서 시행되었던 법률들의 집대성이다. 점토판 외에도 히타이트 쐐기 문자 비문이 새겨진 기념비들이 중앙 아나톨리아에서 발견되어 제국의 정부와 법전을 설명한다. 이 점토판과 기념비는 구히타이트 왕국(기원전 1650년~1500년)부터 신히타이트 왕국(기원전 1500년~1180년)으로 알려진 시대까지의 것이다. 이 시기들 사이에는 언어를 현대화하고 많은 범죄에 대해 더 인도적인 처벌을 규정하는 일련의 법률 개혁을 만들어낸 다른 번역본들이 발견될 수 있다. 이러한 변화는 아마도 제국 역사 전반에 걸쳐 새롭고 다양한 왕들의 등장이나 법전에 사용된 언어를 변화시킨 새로운 번역본들에 기인할 수 있다. 어느 경우든, 히타이트의 법전은 특정 범죄에 대해 매우 구체적인 벌금이나 처벌을 규정하며 출애굽기와 신명기에 나오는 성경 법률과 많은 유사점을 가지고 있다. 형사 처벌 외에도 법전은 상속 및 사망과 같은 특정 상황에 대한 지침도 제공한다.

### 법률의 적용
히타이트인들이 사용했던 법률 조항들은 대부분 국가나 다른 개인에 대한 매우 구체적인 범죄나 위반을 명시하고, 이러한 위반에 대한 형벌을 규정한다. 점토판에 새겨진 법률들은 제국 전역에서 시행되던 확립된 사회적 관습들을 모아 놓은 것이다. 이 시기 히타이트 법률은 많은 경우에 처벌의 평등성이 현저히 부족하며, 남성과 여성에게 다른 처벌이나 보상이 명시되어 있다. 자유 남성은 자신에게 가해진 범죄에 대해 자유 여성보다 더 많은 보상을 받는 경우가 많았다. 남녀 노예는 권리가 거의 없었으며, 범죄에 대해 주인에게 쉽게 처벌되거나 처형될 수 있었다. 대부분의 조항은 재산 파괴와 신체 상해를 다루며, 가장 흔한 형벌은 잃어버린 재산에 대한 보상금 지불이었다. 이 경우에도 남성이 여성보다 더 많은 보상을 받는 경우가 많았다. 다른 조항들은 노예와 자유인 간의 결혼이 어떻게 처리되어야 하는지를 설명한다. 분리나 별거의 경우, 자유인(남성 또는 여성)은 결혼으로 얻은 자녀 중 한 명을 제외한 모든 자녀를 양육하게 된다.
사형이 권고되는 조항들은 대부분 심각한 범죄와 금지된 성관계에 대한 개혁 이전의 형벌인 것으로 보인다. 이러한 경우 중 상당수는 종교에 대한 중대한 범죄에 대한 처벌로 공개 고문과 처형을 포함한다. 이러한 형벌의 대부분은 주요 법률 개혁이 시작되면서 히타이트 제국의 후기 단계에서 사라지기 시작했다.

### 법률 개혁

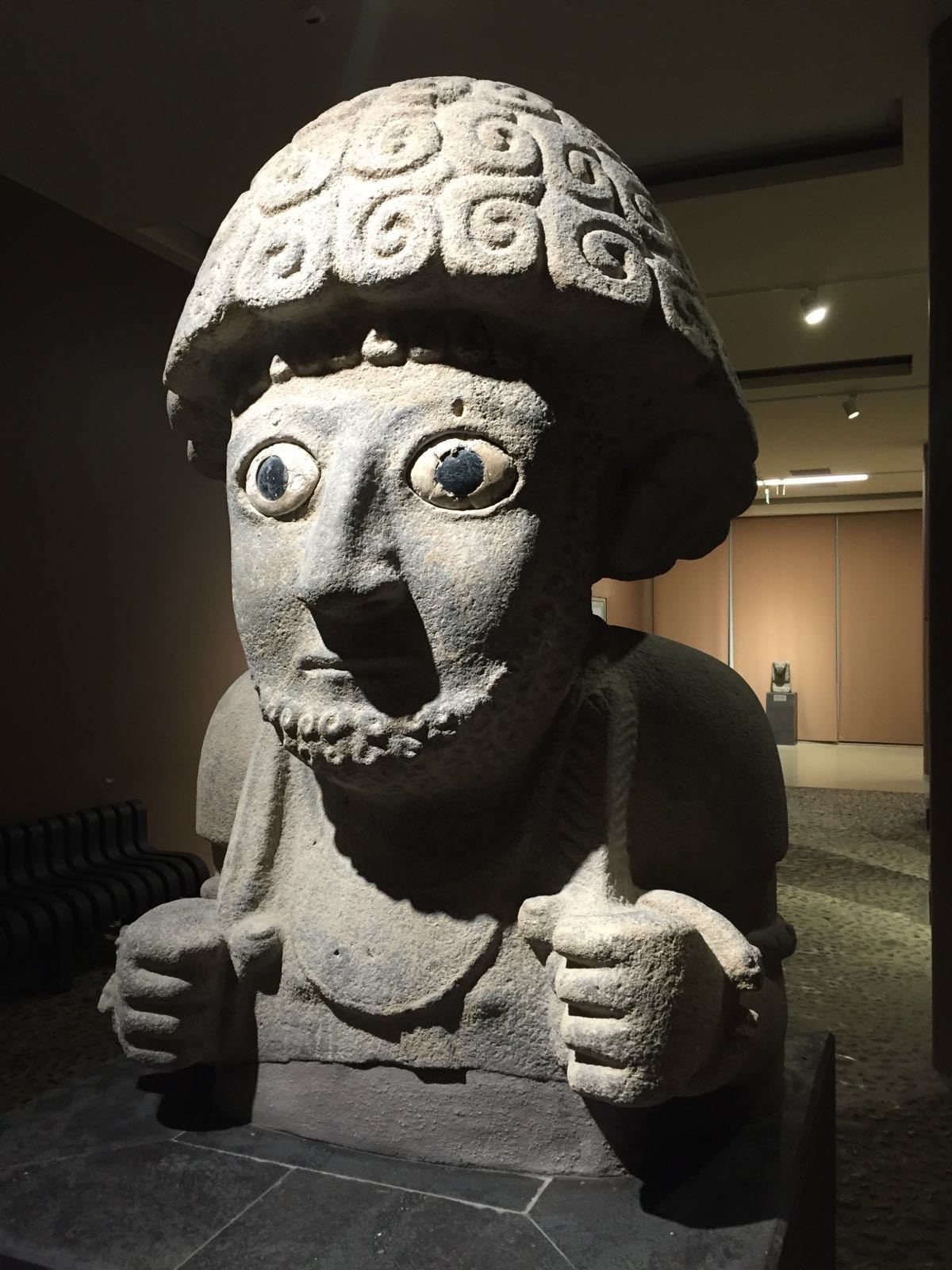
후히타이트 시대의 루위아인 파틴 국왕 수필룰리우마상 (하타이 고고학 박물관)

히타이트 제국 역사 전반에 걸쳐 법률의 다양한 번역본들이 발견되지만, 히타이트 법률의 원칙은 원래 종교에 기반을 두었으며 국가의 권위를 보존하기 위한 것이었다. 또한, 처벌은 범죄 예방과 개인 재산권 보호를 목표로 했다. 범죄 예방의 목표는 특정 범죄에 대한 처벌의 엄중함에서 찾아볼 수 있다. 사형과 고문은 종교에 대한 중대한 범죄에 대한 처벌로, 사유 재산이나 생명 손실에 대한 가혹한 벌금으로 특별히 언급되었다. 또한 점토판에는 왕이 특정 범죄를 사면할 수 있는 능력이 명시되어 있지만, 특히 살인에 대해서는 개인의 사면을 금지하고 있다.
기원전 16세기 또는 15세기 어느 시점에, 히타이트 법전은 고문과 사형에서 벗어나 벌금과 같은 더 인도적인 형태의 처벌로 나아갔다. 옛 법률 체계가 범죄에 대한 보복과 응징에 기반을 두었다면, 새로운 체계는 육체적 또는 사형보다 금전적 보상을 선호하는 훨씬 더 온화한 처벌을 보였다. 이러한 급진적인 개혁이 왜 일어났는지는 정확히 명확하지 않지만, 살인을 사형으로 처벌하는 것이 관련된 개인이나 가족에게 어떤 이점도 주지 않는다고 여겨졌을 가능성이 높다. 이러한 개혁은 사형 분야에서만 나타난 것이 아니었다. 큰 벌금을 부과해야 하는 경우에도 벌금이 크게 감소하는 것을 볼 수 있다. 예를 들어, 이러한 주요 개혁 이전에 동물 절도에 대한 벌금은 동물의 가치 30배였지만, 개혁 후에는 벌금이 원래 벌금의 절반으로 줄었다. 동시에, 이 개혁 기간 동안 법전에서 사용되는 언어를 현대화하고 용어를 변경하려는 시도가 나타났다.

### 법률의 예시

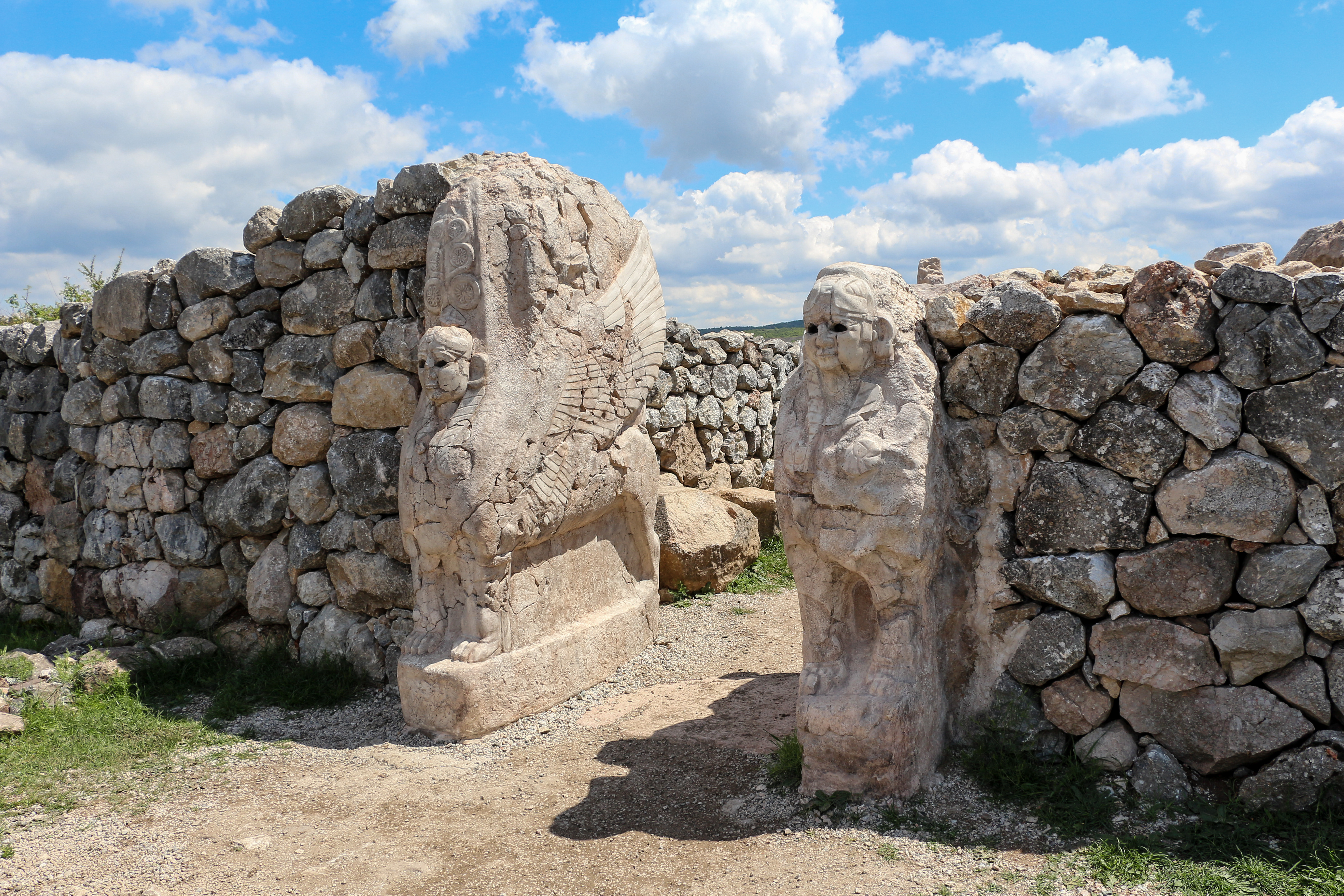
하투샤 도시의 스핑크스 문 입구

옛 히타이트 법전과 개정된 법전 모두에서 세 가지 주요 유형의 처벌을 볼 수 있다: 사형, 고문, 또는 배상/벌금. 쐐기 문자 점토판에 명시된 조항들은 히타이트 종교나 개인에 대한 범죄에 대해 매우 구체적인 처벌을 규정한다. 많은 경우(모든 경우는 아님) 유사한 법률을 설명하는 조항들이 함께 묶여 있다. 12개 이상의 연속된 조항들은 허용되거나 금지된 성관계를 설명한다. 이러한 관계들은 주로 남성(때로는 구체적으로 자유 남성으로, 때로는 단순히 남성 일반으로 지칭됨)이 동물, 의붓가족, 배우자의 친척, 또는 첩과의 관계(합의 여부 불문)를 다룬다. 이 조항들 중 다수는 구체적인 처벌을 규정하지 않지만, 법률 개혁 이전에는 종교에 대한 범죄는 대부분 사형에 처해졌다. 여기에는 근친상간 결혼 및 특정 동물과의 성관계가 포함된다. 예를 들어, 한 조항은 "만약 남자가 암소와 성관계를 맺으면, 그것은 허용되지 않는 성관계이다: 그는 사형에 처해질 것이다"라고 명시한다. 말과 노새와의 유사한 관계는 사형에 해당하지 않았지만, 범죄자는 그 이후 사제가 될 수 없었다. 다른 개인에게 손해를 끼치는 행위는 대부분 가해자가 돈, 동물, 또는 토지의 형태로 보상을 지불하는 방식으로 처리된다. 이러한 행위에는 농경지 파괴, 가축의 죽음이나 부상, 또는 개인에 대한 폭행이 포함될 수 있다. 몇몇 조항들은 또한 신의 행위를 특별히 언급한다. 만약 동물이 특정 상황으로 인해 죽으면, 개인은 그것이 신의 손에 의해 죽었다고 주장할 수 있었다. 그들이 주장하는 것이 사실이라고 맹세한다면, 그들은 동물의 주인에게 보상금을 지불할 의무가 면제된 것으로 보인다. 다른 개인이 소유한 동물에게 가해진 부상은 거의 항상 직접적인 지불 또는 가해자가 소유한 건강한 동물과의 교환으로 보상된다.
점토판에 규정된 모든 법률이 형사 처벌을 다루는 것은 아니다. 예를 들어, 노예의 결혼과 자녀 분할에 대한 지침은 다음과 같은 조항 그룹에서 주어진다. "노예 여성은 대부분의 자녀를 데려가고, 남성 노예는 한 자녀를 데려갈 것이다." 자유인과 노예의 결혼에 대해서도 유사한 지침이 주어진다. 다른 조치로는 약혼 파기가 어떻게 처리되어야 하는지가 포함된다.

## 성경의 히타이트인
성경은 여러 구절에서 "히타이트인"을 언급한다. 이 민족들과 청동기 시대 히타이트 제국 간의 관계는 불분명하다. 일부 구절에서는 성경의 히타이트인들이 지리적 가나안 외부에 위치한 것으로 보이는 자신들만의 왕국을 가지고 있었으며, 시리아 군대를 전투에서 물리칠 만큼 강력했다고 묘사된다. 이러한 구절에서 성경의 히타이트인들은 철기 시대 신히타이트를 지칭하는 것으로 보인다. 그러나 대부분의 경우, 성경의 히타이트인들은 이스라엘인들 가운데 살았던 민족으로 묘사된다 – 아브라함은 헷 사람 에프론에게서 막벨라 밭의 족장 묘지를 구입하고, 히타이트인들은 다윗 군대에서 고위 장교로 복무한다. 이 민족 집단의 성격은 불분명하지만, 때로는 북쪽의 신히타이트 왕국으로부터 히타이트 문화적 영향을 흡수한 지역 가나안 부족으로 해석되기도 한다.
다른 성경 학자들(막스 뮐러를 따르는)은 청동기 시대 히타이트인들이 히브리어 성경 문헌과 외경에 "키팀"으로 나타나며, 이 민족은 야완의 아들의 이름을 따서 명명되었다고 주장한다.

## 고대 그리스 신화에서
호메로스의 오디세이아에는 트로이 동맹군 중 케테이아인(그리스어: Κητειοι)이라는 이름이 한 번 언급된다. 일부 학자들은 호메로스의 케테이아인들이 청동기 시대 히타이트인에 해당한다고 제안했다.

## 추가 자료
- Bilgin, Tayfun (2018). 《Officials and administration in the Hittite world》. Berlin: de Gruyter. ISBN 9781501516627.
- Jacques Freu et Michel Mazoyer, Des origines à la fin de l'ancien royaume hittite, Les Hittites et leur histoire Tome 1, Collection Kubaba, L'Harmattan, Paris, 2007
- Jacques Freu et Michel Mazoyer, Les débuts du nouvel empire hittite, Les Hittites et leur histoire Tome 2, Collection Kubaba, L'Harmattan, Paris, 2007
- Jacques Freu et Michel Mazoyer, L'apogée du nouvel empire hittite, Les Hittites et leur histoire Tome 3, Collection Kubaba, L'Harmattan, Paris, 2008
- Jacques Freu et Michel Mazoyer, Le déclin et la chute de l'empire Hittite, Les Hittites et leur histoire Tome 4, Collection Kubaba, L'Harmattan, Paris, 2010
- Jacques Freu et Michel Mazoyer, Les royaumes Néo-Hittites, Les Hittites et leur histoire Tome 5, Collection Kubaba, L'Harmattan, Paris, 2012
- Imparati, Fiorella. "Aspects De L'organisation De L'État Hittite Dans Les Documents Juridiques Et Administratifs." Journal of the Economic and Social History of the Orient 25, no. 3 (1982): 225–67. doi:10.2307/3632187
- de Martino, Stefan, 편집. (2022). 《Handbook of Hittite Empire》 (영어). De Gruyter Oldenbourg. ISBN 978-3-11-066178-1.
- Stone, Damien. The Hittites: Lost Civilizations. United Kingdom, Reaktion Books, 2023.